# Głogówek
Głogówekⓘ (dodatkowa nazwa w j. niem. Oberglogau, łac. Glogovia minor, cz. Horní Hlohov, śl. Gogōwek) – miasto w Polsce położone w województwie opolskim, w powiecie prudnickim, siedziba gminy miejsko-wiejskiej Głogówek. Historycznie leży na Górnym Śląsku, na ziemi prudnickiej, na pograniczu Kotliny Raciborskiej i Płaskowyżu Głubczyckiego, będących częścią Niziny Śląskiej. Przepływa przez niego rzeka Osobłoga.
W latach 1975–1998 miasto administracyjnie należało do województwa opolskiego.
Według danych GUS z 1 stycznia 2024 r. miasto liczyło 5445 mieszkańców.
Jedno z najstarszych miast w Polsce, lokowane w 1275. Położone w księstwie opolskim, stanowiło drugą siedzibę książąt opolskich. W XV wieku stolica księstwa głogówecko-prudnickiego. W 1655 w mieście schronił się król Polski Jan II Kazimierz Waza, a w 1806 kompozytor Ludwig van Beethoven. Od 1945 w granicach Polski. Powstały nowe osiedla mieszkaniowe, zakłady przemysłowe i infrastruktura turystyczna.

## Geografia

### Położenie
Miasto jest położone w południowo-zachodniej Polsce, w województwie opolskim, około 10 km od granicy z Czechami, na pograniczu Kotliny Raciborskiej i Płaskowyżu Głubczyckiego. Należy do Euroregionu Pradziad. Leży na terenie Nadleśnictwa Prudnik (obręb Prudnik). Przez granice administracyjne miasta przepływa rzeka Osobłoga. Głogówek położony jest na wysokości 212 m n.p.m.

### Środowisko naturalne
W Głogówku panuje klimat umiarkowany ciepły. Średnia temperatura roczna wynosi +8,3 °C. Duże zróżnicowanie dotyczy termicznych pór roku. Średnie roczne opady atmosferyczne w rejonie Głogówka wynoszą 628 mm. Dominują wiatry zachodnie.

### Podział miasta
Według Krajowego Rejestru Urzędowego Podziału Terytorialnego Kraju częściami Głogówka są:
- Głogowiec
- Oracze
- Winiary
- Zwierzyniec

W mieście znajdują się również osiedla:
- os. Jana Pawła II
- os. Marii Konopnickiej

## Nazwa

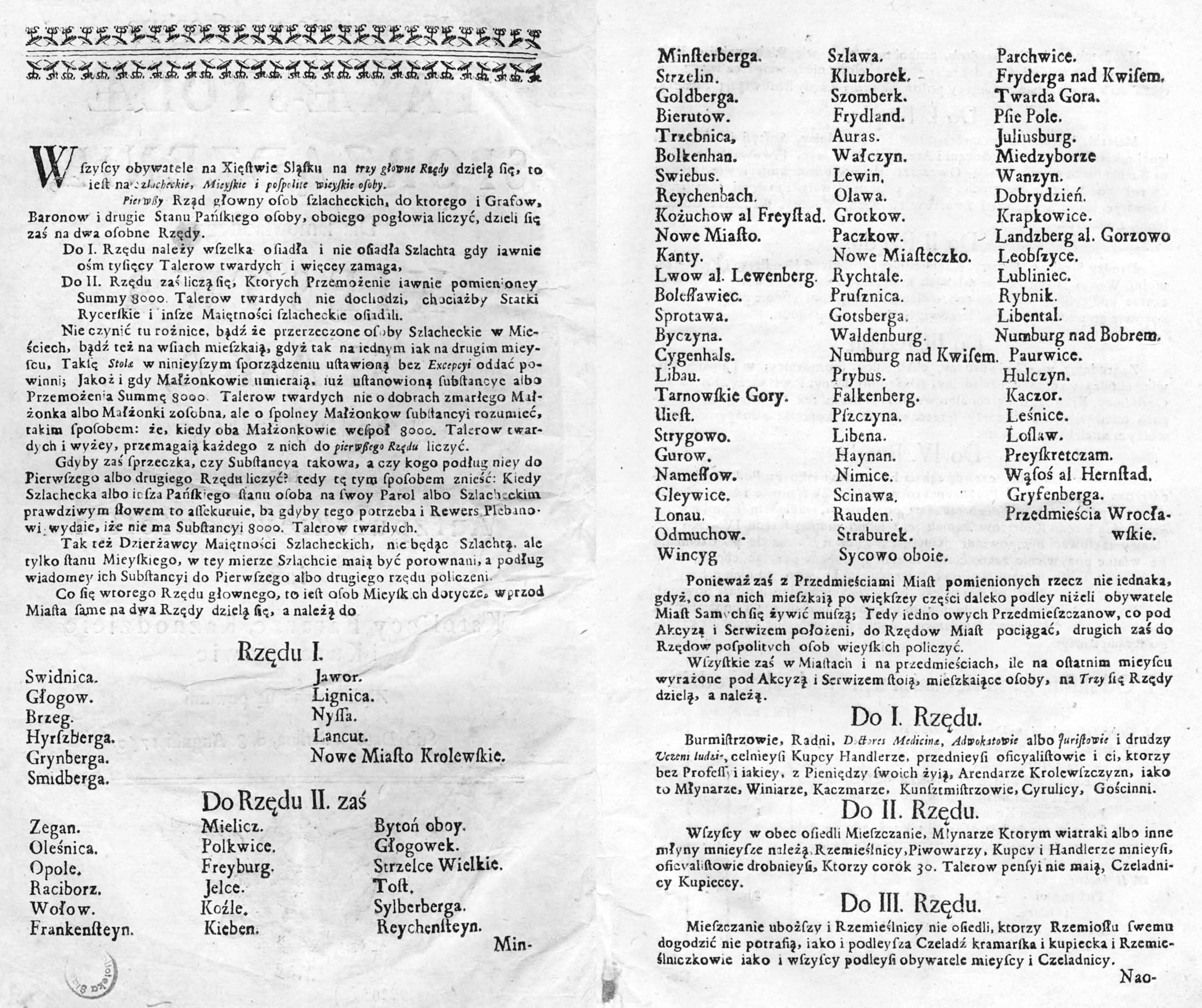
Nazwa Głogówek wśród innych nazw śląskich miejscowości w urzędowym pruskim dokumencie z 1750 roku wydanym w języku polskim w Berlinie

Nazwa miejscowości pochodzi od polskiej nazwy rośliny należącej do rodziny różowatych – głogu (Crataegus L.). Wywód ten prezentuje topograficzny opis Górnego Śląska z 1865 roku notujący miasto pod niemieckimi, polskimi oraz łacińskimi nazwami we fragmencie: „Ihren Namen Ober-Glogau (Gorny Glógow, Superior Glogovia) hat die Stadt wahrscheinlich von dem noch heute hie und da wachsenden Hagedorn (pol. głog) erhalten sie wird auch wohl Klein-Glogau oder Weniger-Glogau, polnisch Mały-Glogów, Głogówek, Minor-Glogovia genannt”, czyli w tłumaczeniu na język polski Jego nazwy Ober-Glogau (Gorny Glógow, Superior Glogovia) wzięły się zapewne od głogu, który tu rośnie podobnie jak wzięły je nazwy Klein-Glogau lub Weniger-Glogau, polski Mały-Głogów, Głogówek, Minor Glogovia.
W 1475 roku w łacińskich statutach Statuta synodalia episcoporum Wratislaviensium miejscowość wymieniona jest w zlatynizowanej formie Glogouie minoris. W roku 1613 śląski regionalista i historyk Mikołaj Henel z Prudnika wymienił miejscowość w swoim dziele o geografii Śląska pt. Silesiographia podając jej łacińską nazwę: Glogovia Minor.
W 1750 roku nazwa Głogówek wymieniona została w języku polskim przez Fryderyka II pośród innych miast śląskich w zarządzeniu urzędowym wydanym dla mieszkańców Dolnego i Górnego Śląska.
W alfabetycznym spisie miejscowości na terenie Śląska wydanym w 1830 roku we Wrocławiu przez Johanna Knie miejscowość występuje pod nazwami niemieckimi Klein Glogau oraz Ober Glogau, a także polską Gorny Glogow. Takie same nazwy wyszczególniono w statystycznym opisie państwa pruskiego z 1837 roku. Polskie nazwy Mały Głogów oraz Głogówek w książce „Krótki rys jeografii Szląska dla nauki początkowej” wydanej w Głogówku w 1847 wymienił górnośląski pisarz Józef Lompa.
Obecna nazwa została administracyjnie zatwierdzona 7 maja 1946.

## Historia

### Prehistoria i starożytność
W latach 20. XX wieku, podczas prac renowacyjnych w podziemiach ratusza w Głogówku, natrafiono na kamienny topór, a na obszarze cukrowni znaleziono pozostałości osady kultury wstęgowej. Wzdłuż terasy Osobłogi znaleziono zabytki epoki brązu (odnalezione podczas wykopalisk w osadzie obronnej Wójtowiec w lesie Olszynka na północy miasta) i kawałki naczyń z lat 900–700 p.n.e..

### Średniowiecze
Teren, na którym powstał Głogówek, znajdował się na terytorium zajmowanym przez plemię Opolan. Pierwszy organizm o charakterze obronno-administracyjnym w miejscu współczesnego Starego Miasta miał powstać na przełomie XI–XII wieku. Gród znajdował się w granicach kasztelanii kozielskiej.

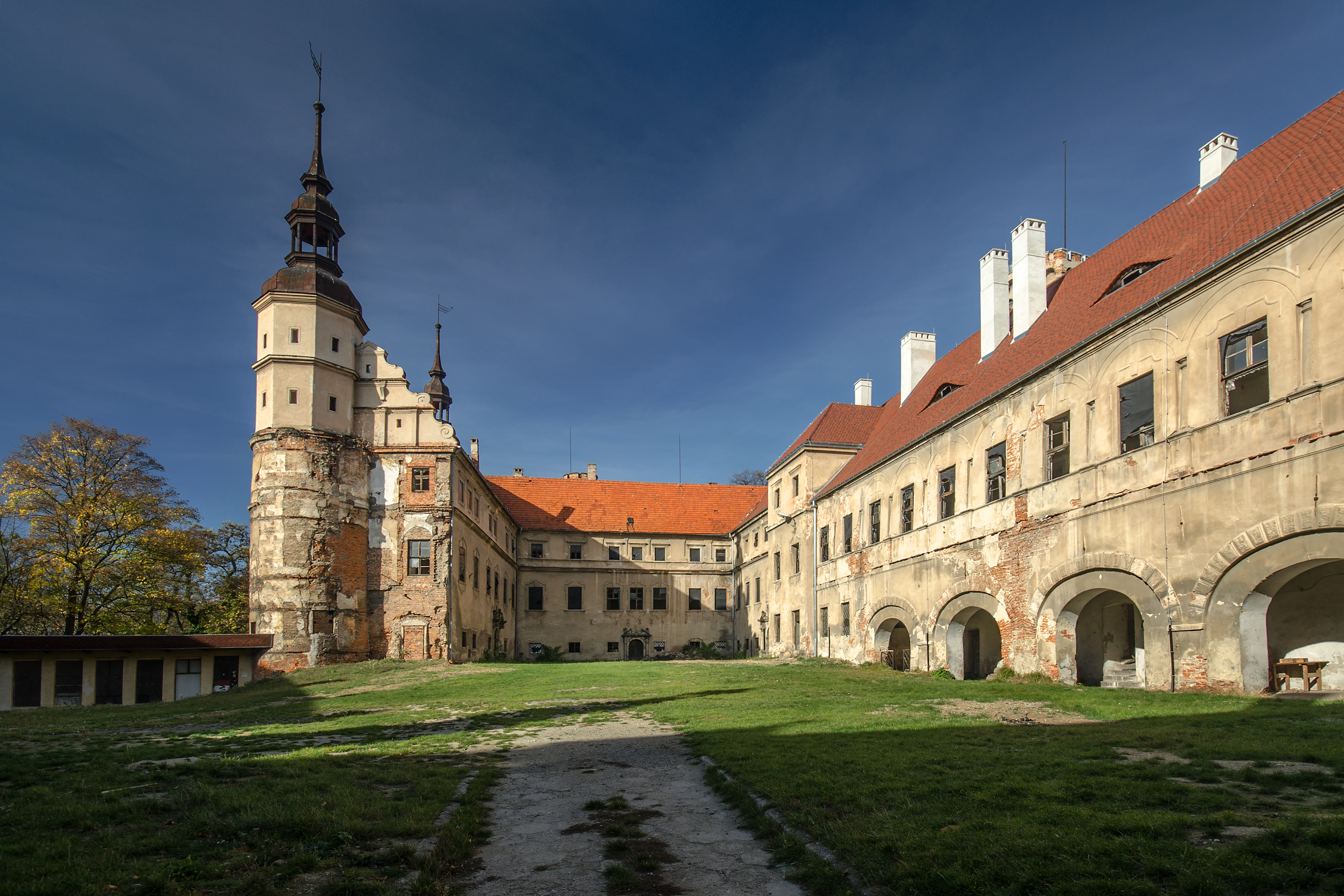
Zamek w Głogówku

Głogówek po raz pierwszy wzmiankowany był w 1226 w dokumencie biskupim pod nazwą Glogov. W drugiej połowie XIII wieku powstał organizm miejski z dwoma kościołami, placem targowym i drewnianą zabudową mieszkaniową otoczoną wałami. Głogówek był drugą rezydencją księcia Władysława opolskiego. Książę wzniósł w Głogówku w 1250 nowy zamek, w 1264 klasztor franciszkanów z kościołem, 23 kwietnia 1275 nadał miejscowości przywilej targowy, a 21 grudnia 1275 – prawa miejskie. Z 1284 pochodzi pierwsza wzmianka o parafii w Głogówku. Założycielami Głogówka i jego pierwszymi wójtami byli członkowie rodziny Larischów. Pierwszym wójtem miasta wspomnianym w dokumentach historycznych był Konrad, wzmiankowany w 1295. Larischowie sprzedali wójtostwo miejskie gminie na początku XIV wieku.
Miasto pozostało drugą rezydencją książąt opolskich. Mieszkańcy trudzili się rolnictwem i rzemiosłem. Głogówek usytuowany był na skrzyżowaniu szlaków handlowych z Nysy przez Prudnik do Krakowa i z Ołomuńca przez Toruń do Gdańska. Na mocy przywileju piwnego, wszystkim domom mieszczańskim przysługiwało prawo warzenia piwa. Od 1313 do 1382 miasto znajdowało się w posiadaniu książąt niemodlińskich. W latach 1348–1350 trwała epidemia cholery. W 1350 Bolesław Pierworodny wzniósł szkołę i kościół parafialny, podniesiony do rangi kolegiaty w 1379. W 1359 wspomniany został ratusz w Głogówku. Książę Henryk I niemodliński w 1372 nadał miastu prawo wrocławskie, a rok później prawo magdeburskie. W 1386 książę Władysław Opolczyk nadał miastu dwie wsie kameralne – Winiary i Oracze. Pod koniec XIV wieku Głogówek opisany został jako „miasto i twierdza”, co wskazuje na to, że przystąpiono do umocnienia murów miejskich i wzniesiono murowane budowle, takie jak bramy miejskie, baszty i wieże.
Bernard niemodliński wraz z bratem Bolkiem IV przejęli Prudnik i Głogówek jako oprawę po śmierci wdowy po Władysławie Opolczyku. Wkrótce władzę na tym obszarze przejął syn Bolka IV, Bolko V Husyta (Wołoszek). Początkowo sprawował on rządy wraz ze swoim ojcem. Pierwszy zachowany dokument, w którym Bolko V jest wspomniany jako pan Prudnika pochodzi z 6 maja 1425 roku, zaś jego żona Elżbieta Granowska, pasierbica króla Polski Władysława II Jagiełły, jako księżna głogówecka występuje w dokumencie z 5 lutego 1427. Bolko V tytułował się jako książę głogówecko-prudnicki. Głogówek uczestniczył w porozumieniu z Prudnikiem, Ścinawą Małą, Białą i Niemodlinem w sprawie ścigania i karania śmiercią przestępców. W 1427 książę głogówecko-prudnicki Bolko V potwierdził wcześniejszy przywilej zezwalający na osiedlanie się Żydów w Prudniku, Białej, Głogówku i Strzeleczkach. W czasie rejzy husytów na Śląsk, 13 marca 1428 Głogówek wraz z okolicznymi wsiami został ograbiony przez husytów. Na dworze Bolka V w Głogówku zamieszkał ksiądz Jędrzej Gałka z Dobczyna. Przebywając w Głogówku, między połową kwietnia a 23 czerwca 1449 stworzył Pieśń o Wiklefie oraz łaciński traktat o Wiklefie i jego nauce, stanowiący komentarz do utworu poetyckiego in lingua vulgari (po polsku). Pożar w 1478 strawił większą część zabudowy miasta. Większość mieszkańców zmarło podczas epidemii w 1497.

### XVI–XX wiek

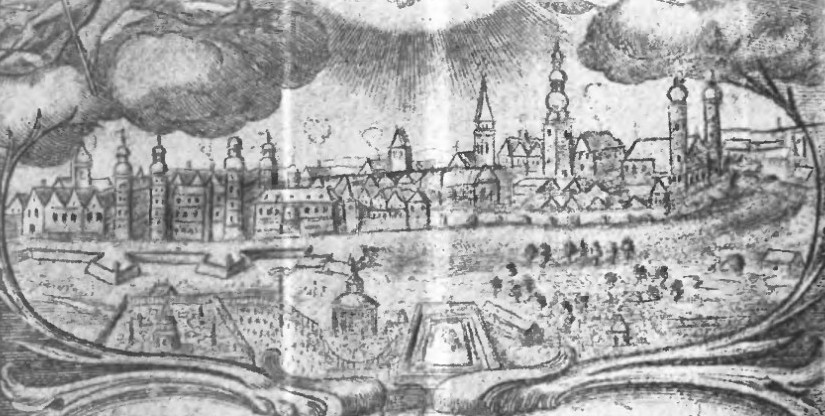
Panorama Głogówka z 1636

W myśl zawartych z Janem II Dobrym umów Głogówek wraz z całym księstwem opolsko-raciborskim przypadł królom czeskim z dynastii Habsburgów. Udzielali oni opolskiego lenna m.in. Wazom w latach 1645–1666. W 1561 dominium Głogówka zostało wydzierżawione baronowi Hansowi von Oppersdorff, a w 1593 ród Oppersdorffów zakupił posiadłość z włościami na własność.
Większość mieszkańców miasta była pochodzenia polskiego i czeskiego. W drugiej połowie XVI wieku miasto w obrębie murów miejskich liczyło 114 domów czynszowych i 32 małych domostw, na przedmieściach stało 98 domów, na Winiarach 25, a na Oraczach – 54 zagrody gospodarcze. W Rynku powstał szereg murowanych domów renesansowych. 16 kwietnia 1582 w wyniku pożaru spłonęła prawie cała zabudowa w mieście i na przedmieściach. Zachował się jedynie zamek i domy w jego sąsiedztwie.

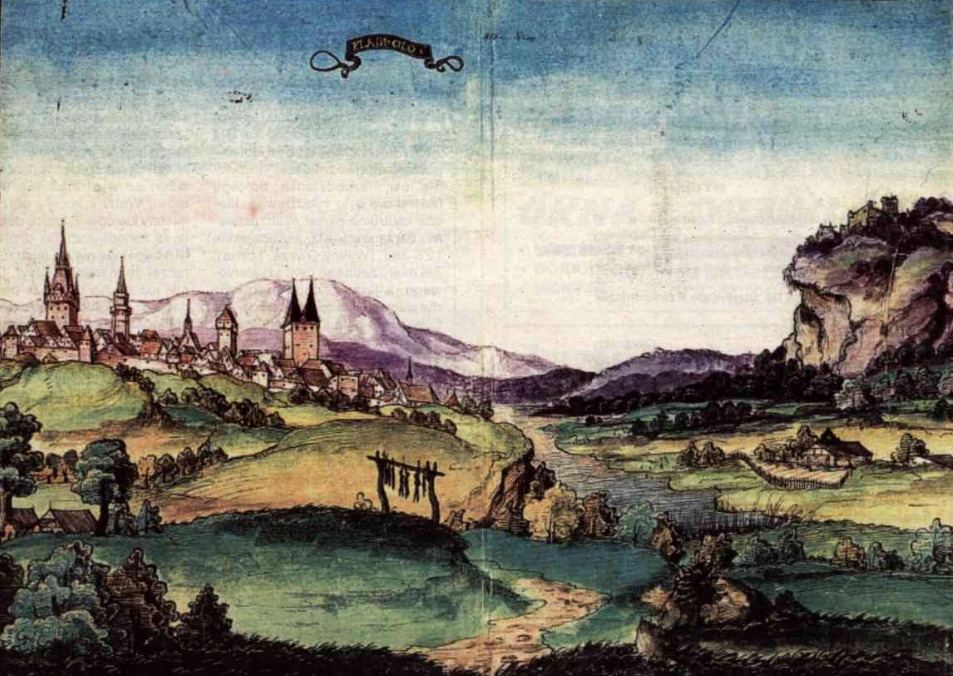
Panorama Głogówka z XVI wieku

Najstarszy znany druk prawdopodobnie wydrukowany w Głogówku pochodzi z 1625. W latach 1625–1635 i jesienią 1643 w mieście trwała epidemia dżumy. W samym 1643 w mieście i na przedmieściach zmarło przez nią ponad 500 osób. Miasto było kilkukrotnie spalone podczas wojny trzydziestoletniej.

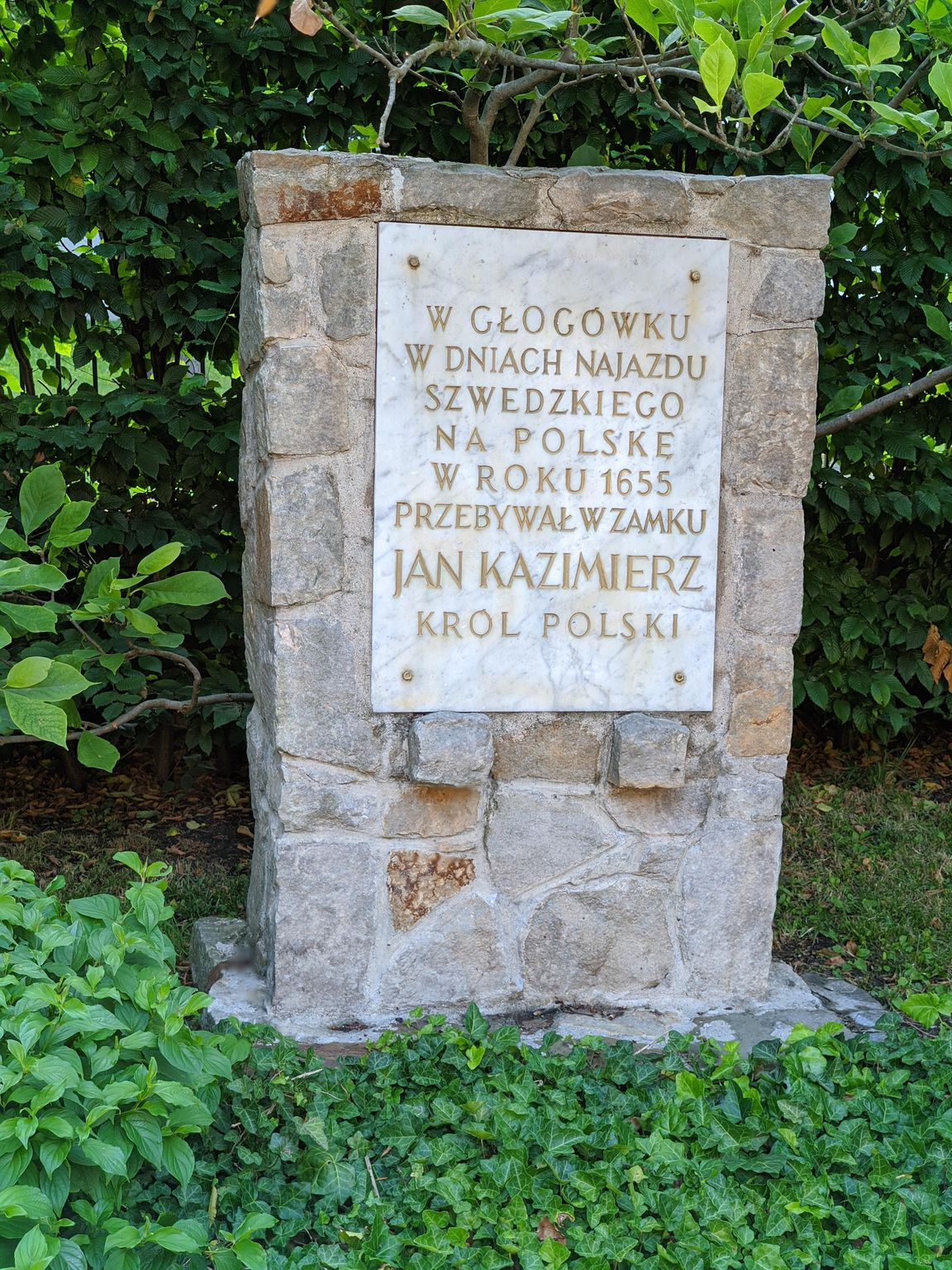
Pomnik upamiętniający pobyt króla Jana Kazimierza w Głogówku

Najazd Szwedów na Rzeczpospolitą Obojga Narodów w 1655 roku nie spotkał się początkowo z większym oporem i wojska szwedzkie zajęły w krótkim czasie prawie całe terytorium Korony Królestwa Polskiego i część Wielkiego Księstwa Litewskiego. Prawie wszystkie województwa koronne porzuciły króla Jana II Kazimierza Wazę i przeszły na stronę króla Szwecji Karola X Gustawa. Król Jan Kazimierz musiał wraz z żoną Marią i 1800-osobowym dworem opuścić granice Rzeczypospolitej. Udał się do Głogówka, gdzie przebywał na wygnaniu przez dwa miesiące od października 1655 roku. Księstwo opolsko-raciborskie stanowiło uposażenie królowej Marii, a ówczesny właściciel zamku, Franciszek Euzebiusz Oppersdorff, mógł odwdzięczyć się parze królewskiej za to, że kilka lat wcześniej, w czasie wojny trzydziestoletniej udzielili mu gościny najpierw na Wawelu, a później w królewskim zamku w Niepołomicach. Żona Oppersdorfa, Anna Zuzanna de Bess, była wcześniej dwórką królowej Marii. Na zamku organizowano sojusze międzynarodowe przeciwko Szwedom i spotkania z wojskowymi stojącymi po stronie króla. Jednym z dworzan przebywających na zamku był poeta barokowy Jan Andrzej Morsztyn. Ludwika Maria wyjechała z Głogówka 28 czerwca 1656 roku, sześć miesięcy po mężu.

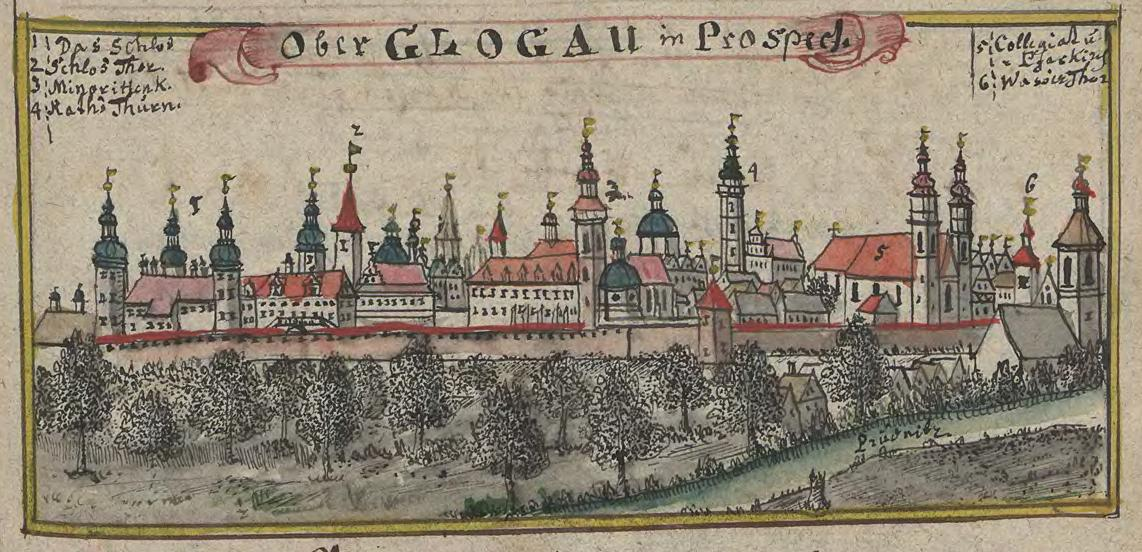
Panorama Głogówka w XVIII w. autorstwa Friedricha Bernharda Wernera

W XVIII wieku Głogówek podlegał inspekcji podatkowej w Prudniku. Do 1742 miasto było siedzibą powiatu sądowego głogóweckiego w Monarchii Habsburgów. Po I wojnie śląskiej znalazło się w granicach Królestwa Prus i weszło w skład powiatu prudnickiego w prowincji Śląsk (urząd starosty początkowo znajdował się w Głogówku). W 1746 w Głogówku znajdowała się wartownia pocztowa, podlegająca pod urząd pocztowy w Prudniku. W pożarze 5 października 1765 spłonęły 204 domy, słodownia, kościół i klasztor minorytów wraz z przedzamczem.

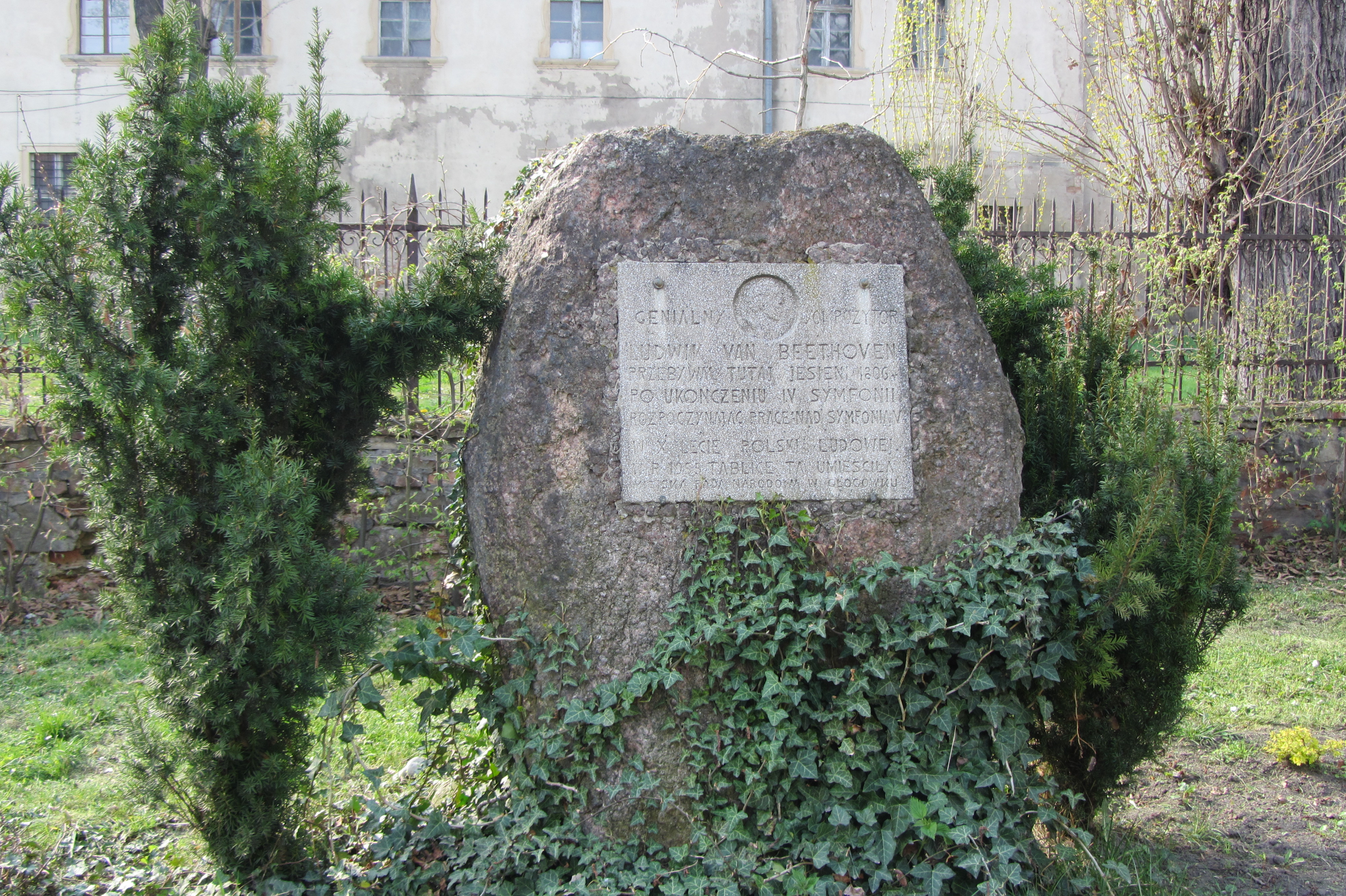
Pomnik upamiętniający pobyt Ludwiga van Beethovena w Głogówku

Na początku XIX wieku w Głogówku nadal dominował język polski. Rozwinęło się sadownictwo i warzywnictwo oraz powstały cukrownia i roszarnia lnu. Podczas wojen napoleońskich, w 1806 na zamku Franciszek Joachima Oppersdorff gościł Ludwig van Beethoven, który uciekł do Głogówka przed wojskami Napoleona. Z wdzięczności za gościnę niemiecki kompozytor dedykował Oppersdorffowi swoją IV symfonię B-dur opus 60. Ocalał do dziś klawesyn, na którym grywał Beethoven, obecnie instrument prezentowany jest w Muzeum Wnętrz Zamkowych w Pszczynie. Na początku 1807 Głogówek został oblężony i zajęty przez armię francuską. Do 1809 w mieście stacjonowały formacje armii napoleońskiej, składające się z żołnierzy bawarskich, włoskich, francuskich, wittenberskich i około 500 polskich żołnierzy, tworzących dwa pułki piechoty i część kawalerii pod dowództwem Szymona Białowiejskiego i Jana Szotta.

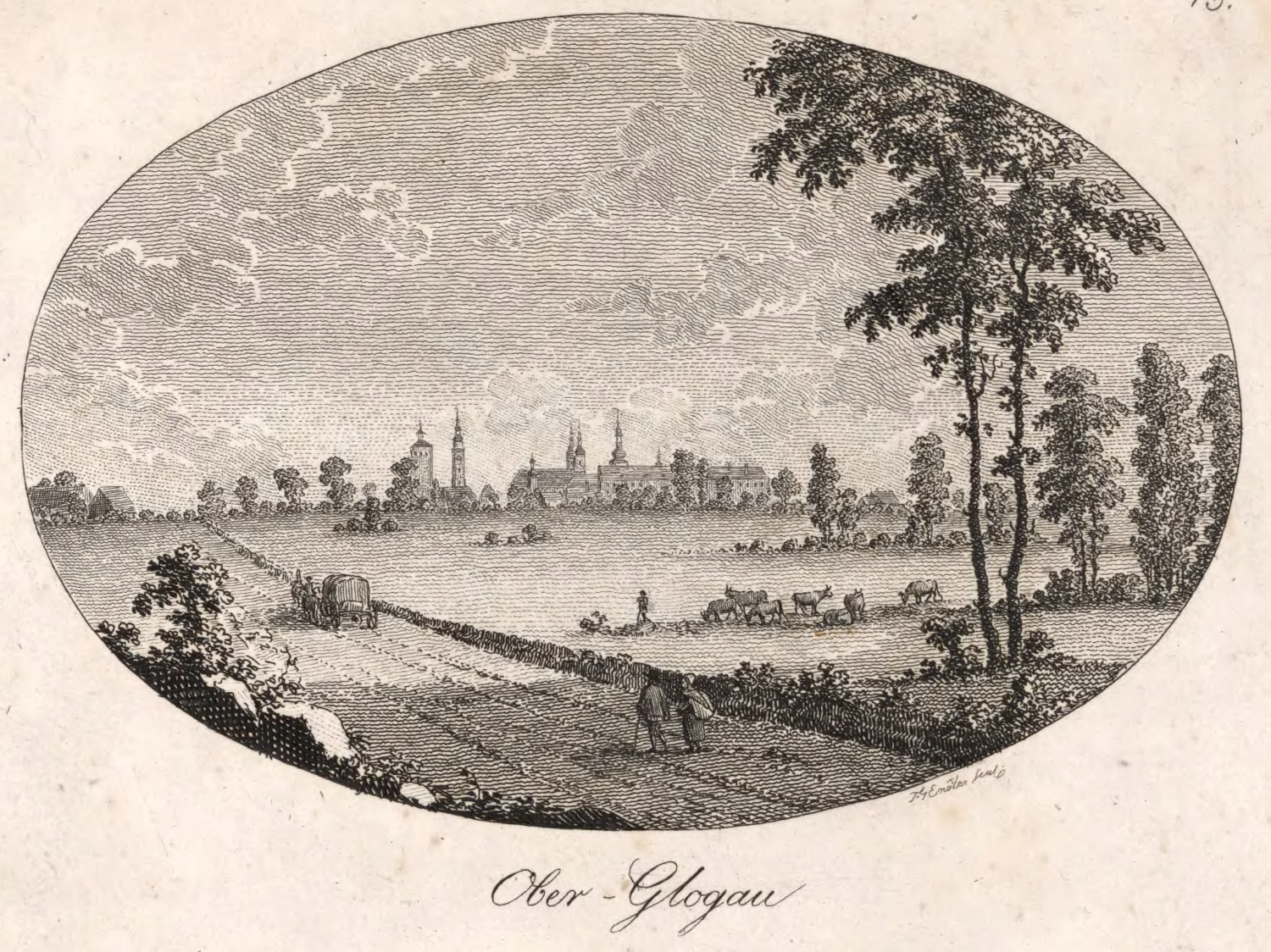
Panorama, Głogówek – (Friedrich Gottlob Endler – 1808 r.)

11 marca 1860 w Głogówku powołano Związek Ochrony Pożarowej. Pierwszą remizę zbudowano w 1863 przy ul. Dąbrowskiego. W 1861 w Głogówku mieszkało 176 Żydów. W wydanej w 1863 książce „Pieśni Ludu Polskiego w Górnym Szląsku” Juliusz Roger zanotował polskie pieśni ludowe pochodzące z Głogówka . W 1876 otwarto linię kolejową, która połączyła Głogówek z Nysą i Koźlem.
Według spisu ludności z 1 grudnia 1910, na 6314 mieszkańców Głogówka wszyscy posługiwali się językiem niemieckim. W 1911 w Głogówku powstało pierwsze pole golfowe na obecnych terenach Polski, związane z rodziną Radziwiłłów przez Dorotę Leontynę Marię Radziwiłł, zaprojektowane przez C.S. Butcharta (wzmiankowane w Niemieckim Roczniku Golfowym w 1912 r. jako prywatne pole w Oberglogau).

### Dwudziestolecie międzywojenne

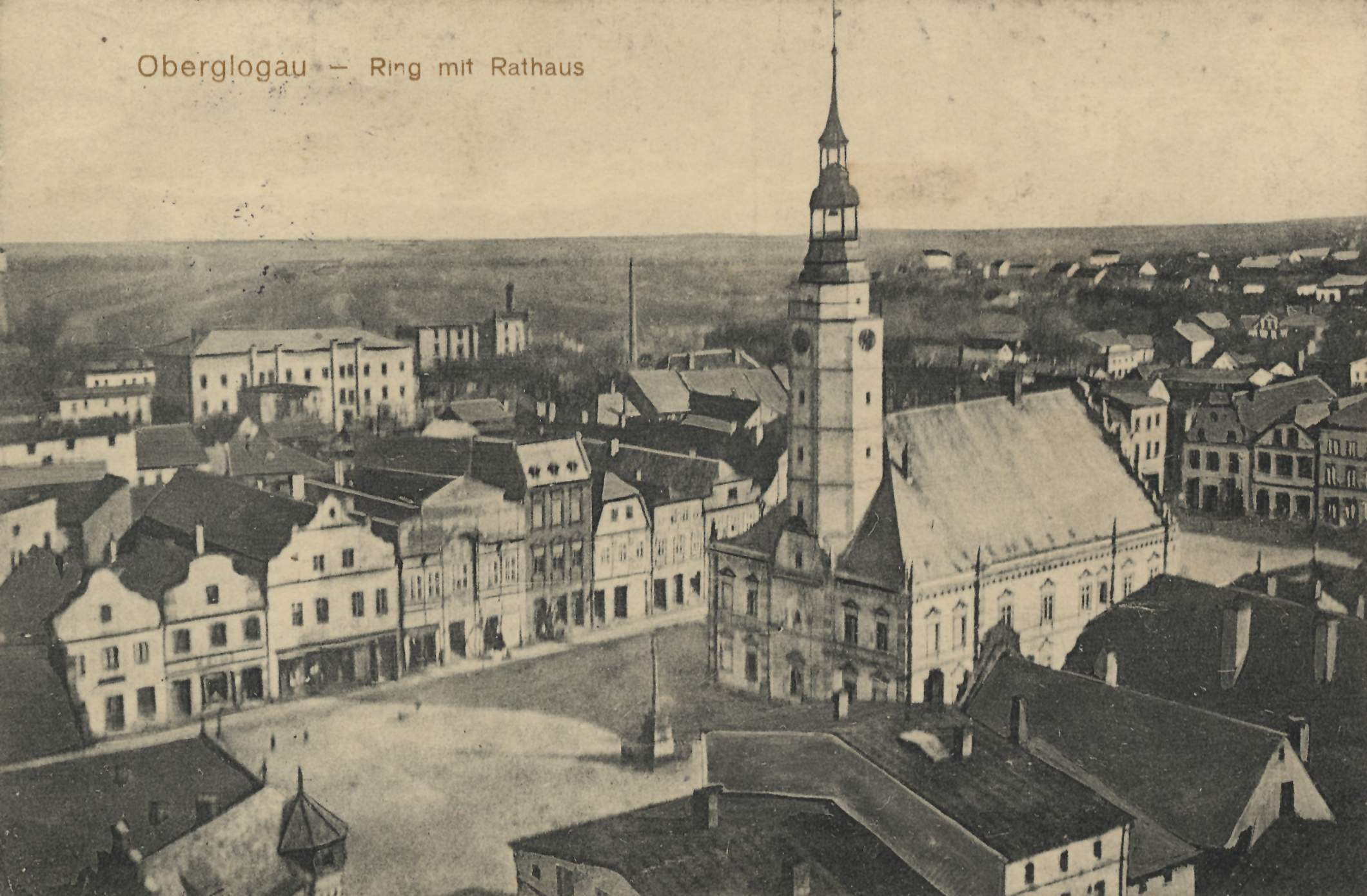
Rynek w Głogówku (1916)

Od 1919 Głogówek należał do nowo utworzonej prowincji Górny Śląsk. Prowincja została zlikwidowana w 1938, a 18 stycznia 1941 utworzono ją ponownie.

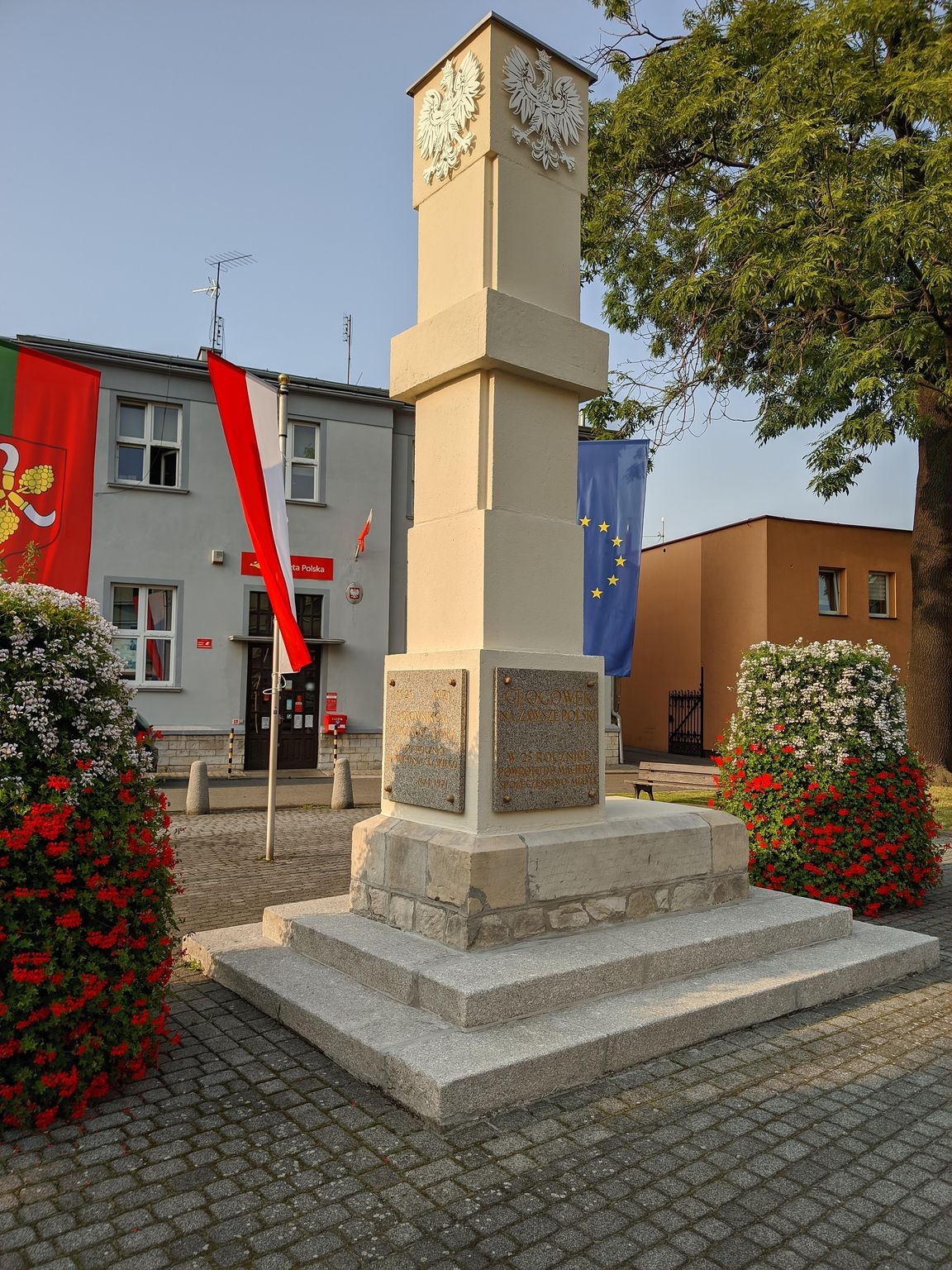
Pomnik bojownikom o wolność Śląska w Głogówku

W 1921 w zasięgu plebiscytu na Górnym Śląsku znalazła się tylko część powiatu prudnickiego. Głogówek znalazł się po stronie wschodniej, w obszarze objętym plebiscytem. Z Prudnika do Głogówka, a następnie do Strzeleczek, został przeniesiony Polski Komitet Plebiscytowy na powiat prudnicki, ponieważ jego lokal w Prudniku został zdemolowany. W Głogówku za przynależnością do Niemiec głosowało 96% mieszkańców (5093), 4% mieszkańców (226) głosowało za Polską. W głogóweckim obwodzie wyborczym wygrała opcja niemiecka z 88% (za przynależnością do Polski głosowało 12%). 23 marca 1921 w Głogówku zwolennicy opcji niemieckiej pobili przewodniczącego Komitetu Plebiscytowego Reszkę, a następnie strzelali z rewolwerów w okna ekspozytury PKP. Na miejsce przybyła Policja Plebiscytowa. Powybijano również szyby w domach polskich rodzin. Pięć dni później Niemcy napadli na gospodę przy ul. Mickiewicza, ciężko raniąc trzech Polaków i niszcząc „całe urządzenie gospody”.
Podczas III powstania śląskiego, w maju 1921 dowództwo górnośląskiego Selbstschutzu przejął Karl Hoefer, który stanął na czele głównego sztabu sił niemieckich w Głogówku.
W dwudziestoleciu międzywojennym remizę ochotniczej straży pożarnej przeniesiono na plac Karola Miarki.

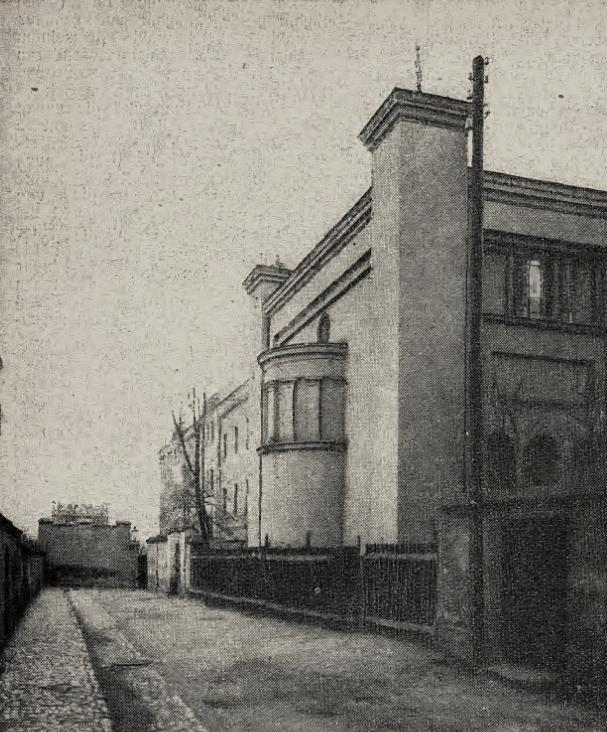
Synagoga w Głogówku (1930)

Podczas nocy kryształowej z 9 na 10 listopada 1938, bojówki hitlerowskie spaliły głogówecką synagogę zbudowaną w 1864. Spalonego budynku jednak nie rozebrano. W mieście aresztowano wszystkich żydowskich mężczyzn w wieku od 20 do 60 lat.

### II wojna światowa
W czasie II wojny światowej w cukrowni w Głogówku utworzono podobóz Stalag VIII B/E600 obozu jenieckiego w Łambinowicach dla jeńców z imperium brytyjskiego. Niemieccy mieszkańcy Głogówka korzystali z niewolniczej pracy przymusowych robotników z Polski. Robotnicy byli skrajnie wykorzystywani i prześladowani przez niemieckich gospodarzy, a w razie nieposłuszeństwa kierowani do obozów koncentracyjnych. Taki los spotkał Jana Grabowskiego z Nowego Targu.

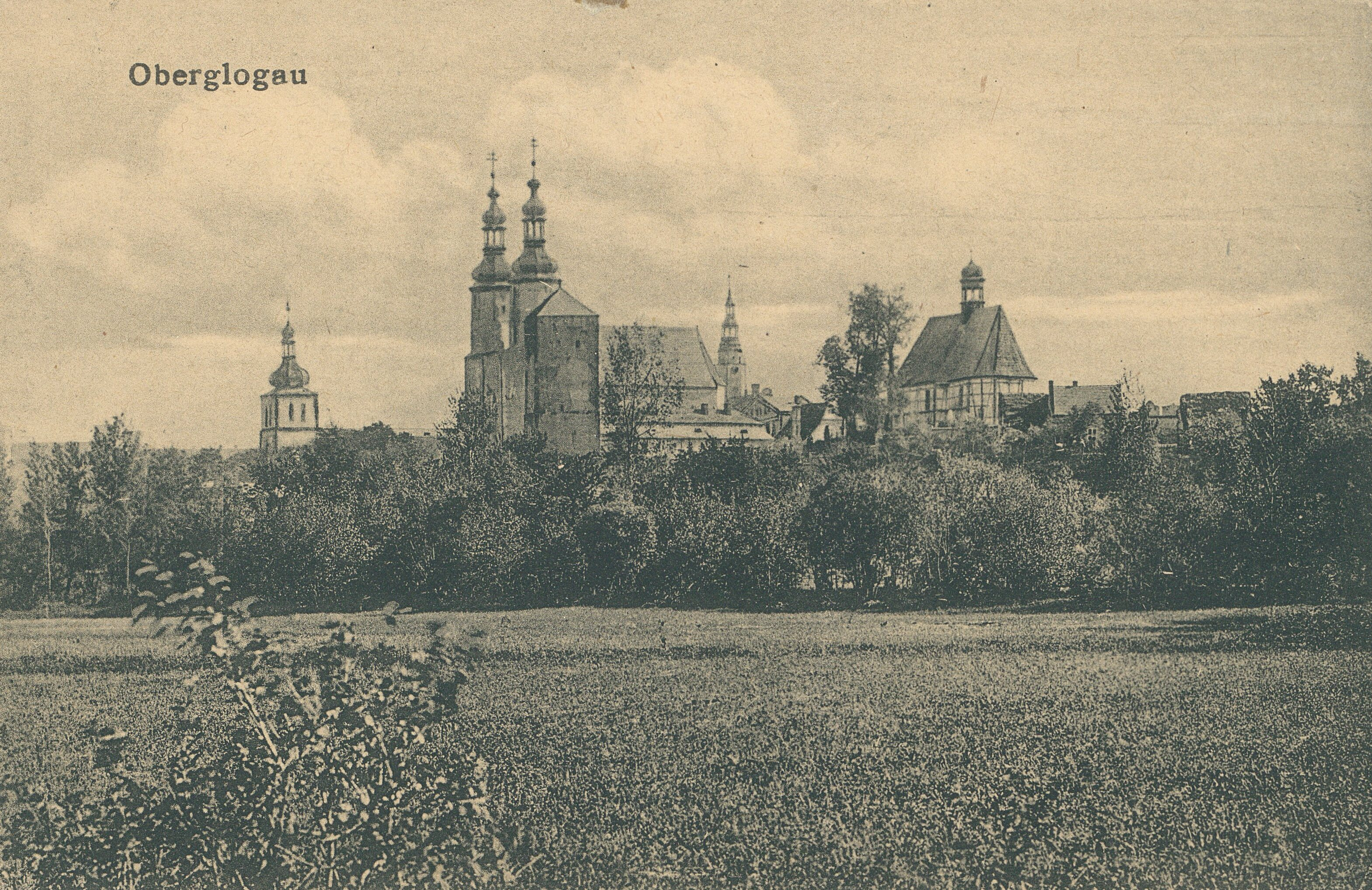
Panorama Głogówka z lat 1939–1945

Na początku grudnia 1944 do Głogówka zaczęli przybywać uchodźcy między innymi z Prus Wschodnich. W styczniu 1945 w obecnym Zespole Szkół, Domu Dziecka, na ulicy Batorego i w gimnazjum utworzono lazarety, do których przywożeni byli ranni żołnierze znad Odry. W szpitalu przy ul. Konopnickiej leczeni byli wyżsi rangą oficerowie, m.in. generał Georg Koßmala i SS-Oberführer Georg Bochmann. Lżej ranni wojskowi byli ewakuowani w głąb III Rzeszy samolotami z lotniska Rossweide w Nowych Kotkowicach. W tymże miesiącu przez Głogówek przeszły kolumny więźniów niemieckich obozów koncentracyjnych. W toku tzw. „marszu śmierci” wiele osób zmarło lub zostało zamordowanych przez Niemców. Więźniowie dotarli do Głogówka 25 stycznia. Zostali skoszarowani w cukrowni przy ul. Fabrycznej. Rankiem następnego dnia, kilkunastu Żydów zostało rozstrzelanych w tutejszym parku. Pochowano ich w nieokreślonym miejscu.

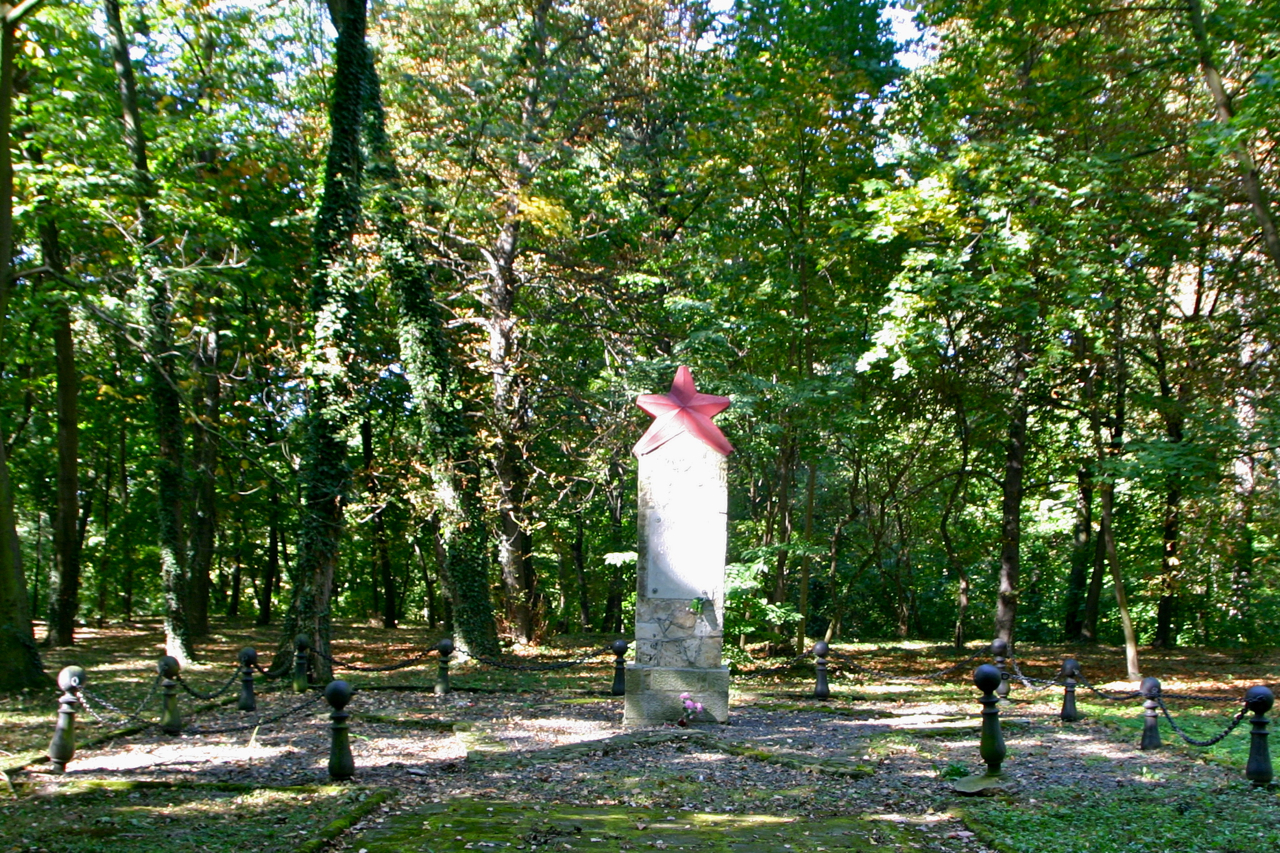
Pomnik Wdzięczności w Parku Miejskim (usunięty w 2019)

W lutym 1945 miasto zostało zamienione w twierdzę. Miejscowy volkssturm wraz z robotnikami przymusowymi zaczęli kopać okopy, budować wały i zapory przeciwpancerne. W mieście pozostało około 1500 osób, głównie śląskich gospodarzy. Żandarmeria wojskowa dokonała egzekucji na około 30 niemieckich dezerterach w okolicy ul. Zamkowej i na żwirowni w Rzepczu. 18 marca 1945 Głogówek został zbombardowany przez sowiecki samolot. Zniszczeniu uległy kamienice na rynku, ratusz, roszarnia i magazyny na ulicy Fabrycznej. 19 marca 1945 roku jednostki niemieckie zostały wyparte z miasta przez oddziały 135 i 245 dywizji piechoty 115 Korpusu Strzeleckiego 59 Armii 1 Frontu Ukraińskiego (po wojnie ku ich czci odsłonięto w Parku Miejskim Pomnik Wdzięczności).

### Polska Ludowa
Od marca do maja 1945 powiat prudnicki znajdował się pod kontrolą radzieckiej komendantury wojskowej. 11 maja 1945 polska administracja przejęła władzę cywilną w powiecie prudnickim. Mieszkańcom Głogówka, posługującym się dialektem śląskim bądź znającym język polski, pozwolono pozostać w mieście po otrzymaniu polskiego obywatelstwa. Ze względu na dużą liczbę autochtonów, miasto nosiło przydomek „Mały Berlin”.
W 1945 uruchomiono w Głogówku roszarnię lnu i konopi oraz fabrykę pieczywa cukierniczego „Piast”. Zamek w Głogówku został przejęty przez władze polskie i stał się własnością gminy. Do lat 50. XX wieku niszczejący zamek nie był objęty opieką konserwatorską. Dwie cegielnie parowe w Głogówku zostały przejęte przez Prudnickie Zakłady Terenowego Przemysłu Materiałów Budowlanych w Prudniku.
„Podział administracyjny województwa opolskiego według stanu na dzień 31 sierpnia 1964 r.” wymienia integralne części miasta: Głogowiec, Polaczki, Wielkie Oracze, Winiary. W 1972 oddano do użytku nową remizę ochotniczej straży pożarnej przy ul. Dworcowej.

### III Rzeczpospolita

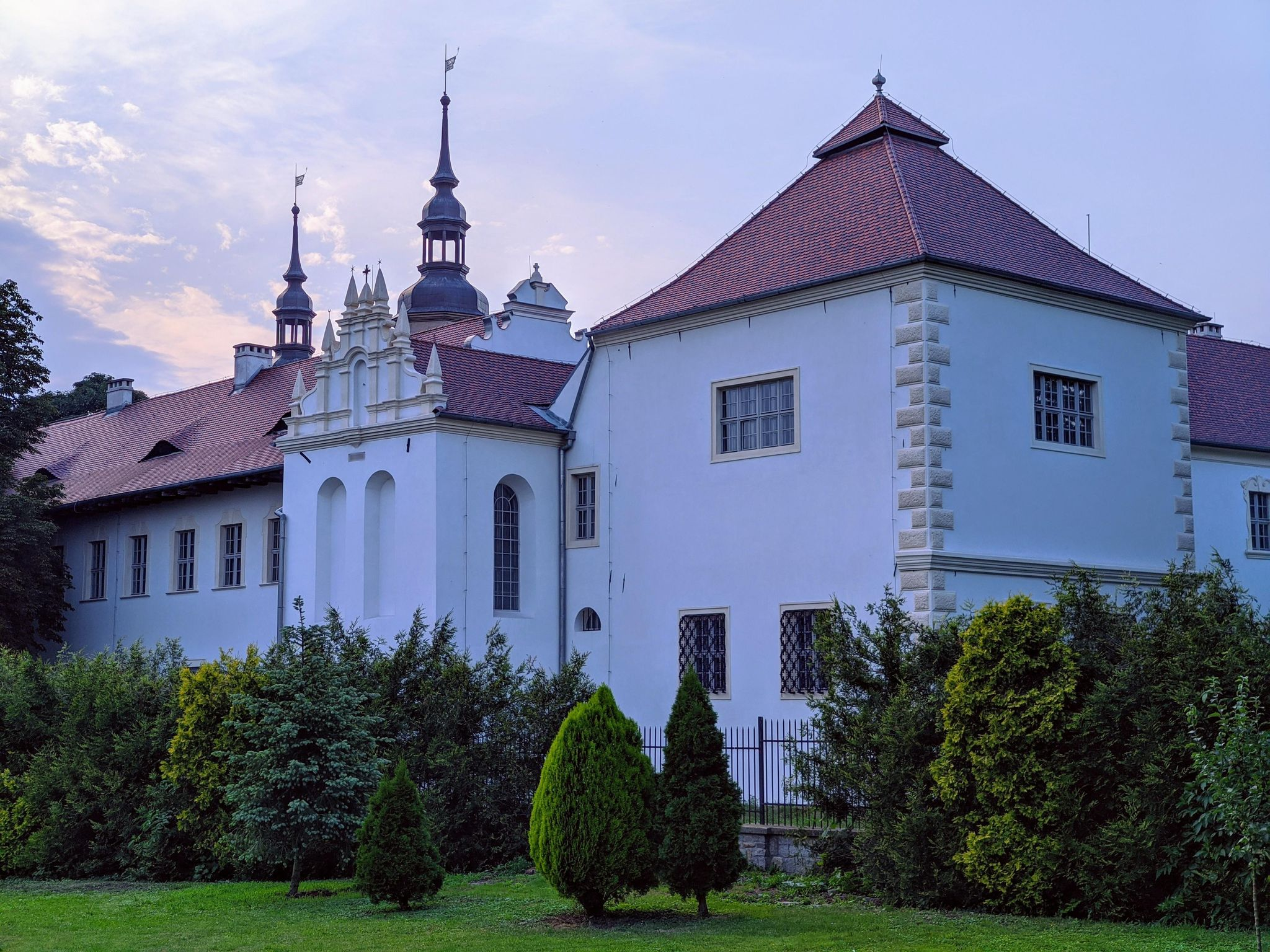
Wyremontowany zamek w Głogówku (2021)

Po pierwszych wyborach do samorządu terytorialnego w Polsce po jego przywróceniu w 1990 roku burmistrzem miasta został Hans Borsutzky.
W 1995 wzniesiono nową oczyszczalnię ścieków. W 2005 zamek w Głogówku sprzedano prywatnemu inwestorowi, jednak w 2013 wrócił on do gminy Głogówek. Część zamku została zaadaptowana na schronisko młodzieżowe, muzeum regionalne, galerię malarstwa Jana Cybisa i domu kultury. W 2019 pomnik Wdzięczności Armii Czerwonej w Parku Miejskim został usunięty.
Uchwałą z 21 grudnia 2020 Rady Miejskiej Głogówka wyznaczono na terenie gminy Głogówek aglomerację Głogówek o równoważnej liczbie mieszkańców 8057 oraz zlokalizowaną na terenie miejscowości: Głogówek, Dzierżysławice, Mochów, Racławice Śląskie, Rzepcze z oczyszczalnią ścieków w Głogówku.

## Demografia
Miasto zamieszkiwane jest przez ludność mieszaną. Mieszkają w nim autochtoni: mniejszość niemiecka oraz Ślązacy, a także ludność napływowa, przybyła na Śląsk z Kresów Wschodnich po 1945 w wyniku przymusowych przesiedleń ludności polskiej oraz z centralnej Polski (teren późniejszych województw krakowskiego i nowosądeckiego).
Według danych GUS z 30 czerwca 2018, Głogówek miał 5614 mieszkańców (25. miejsce w województwie opolskim i 558. w Polsce), powierzchnię 22,1 km² (8. miejsce w województwie opolskim i 262. miejsce w Polsce) i gęstość zaludnienia 254 os./km².
Mieszkańcy Głogówka stanowią około 10% populacji powiatu prudnickiego, co stanowi 0,57% populacji województwa opolskiego.
Głogówek podlega pod Urząd Statystyczny w Opolu, oddział w Prudniku.
| Opis                              | Ogółem | Ogółem | Kobiety | Kobiety | Mężczyźni | Mężczyźni |
| --------------------------------- | ------ | ------ | ------- | ------- | --------- | --------- |
| jednostka                         | osób   | %      | osób    | %       | osób      | %         |
| populacja                         | 5607   | 100    | 2909    | 51,9    | 2598      | 48,1      |
| gęstość zaludnienia (mieszk./km²) | 240    | 240    | 132     | 132     | 118       | 118       |

### Liczba mieszkańców miasta
1858 – 3937
1895 – 5706
1933 – 7356
1936 – 7742
1939 – 7594
1946 – 4532
1980 – 6232
1995 – 6630
1996 – 6567
1997 – 6469
1998 – 6411
1999 – 6451
2000 – 6410
2001 – 6362
2002 – 6144
2003 – 5948
2004 – 5904
2005 – 5846
2006 – 5764
2007 – 5742
2008 – 5755
2009 – 5731
2010 – 5731
2011 – 5774
2012 – 5756
2013 – 5770
2014 – 5702
2015 – 5608
2016 – 5573
2017 – 5607

## Zabytki

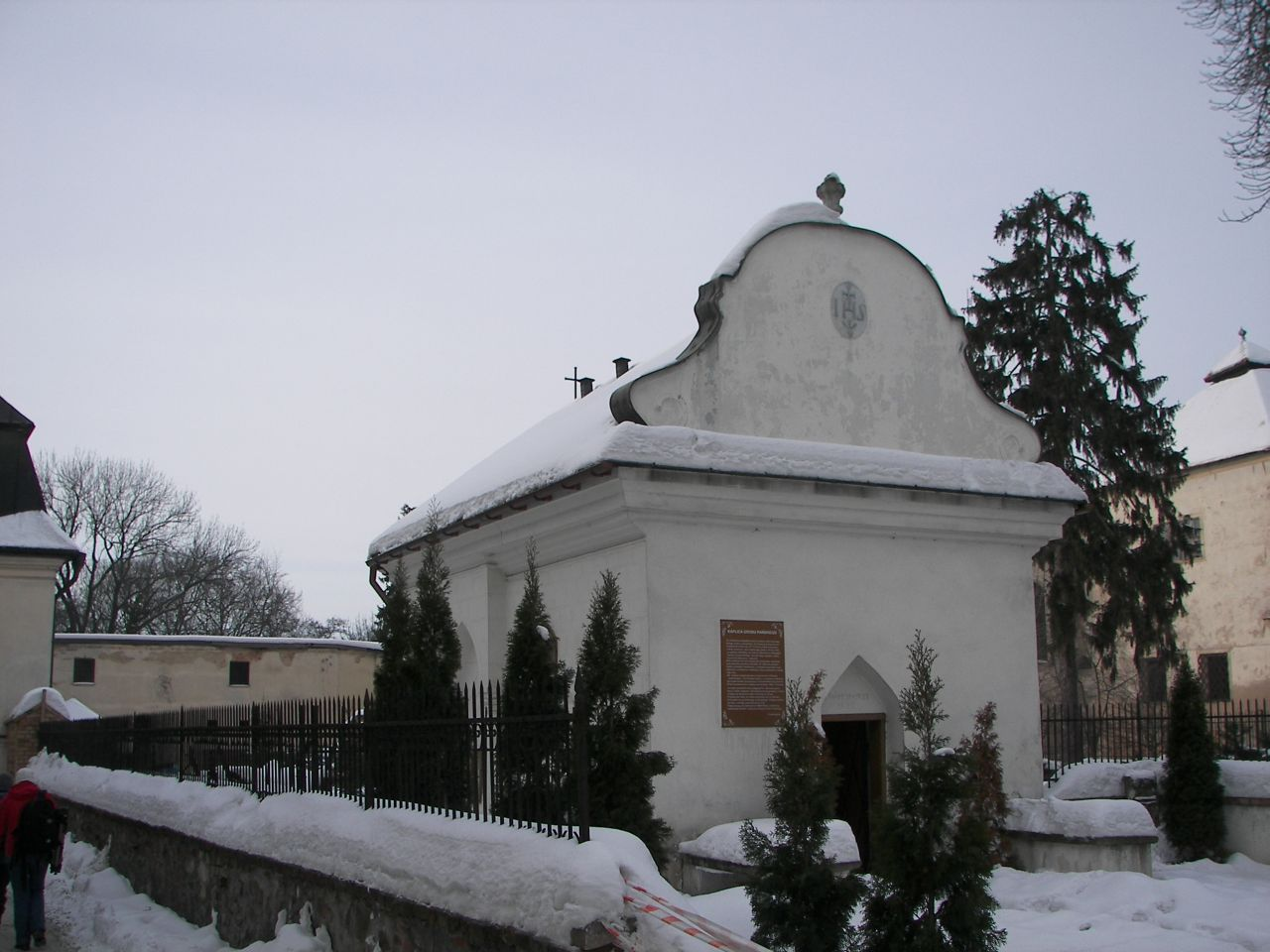
Replika Grobu Pańskiego

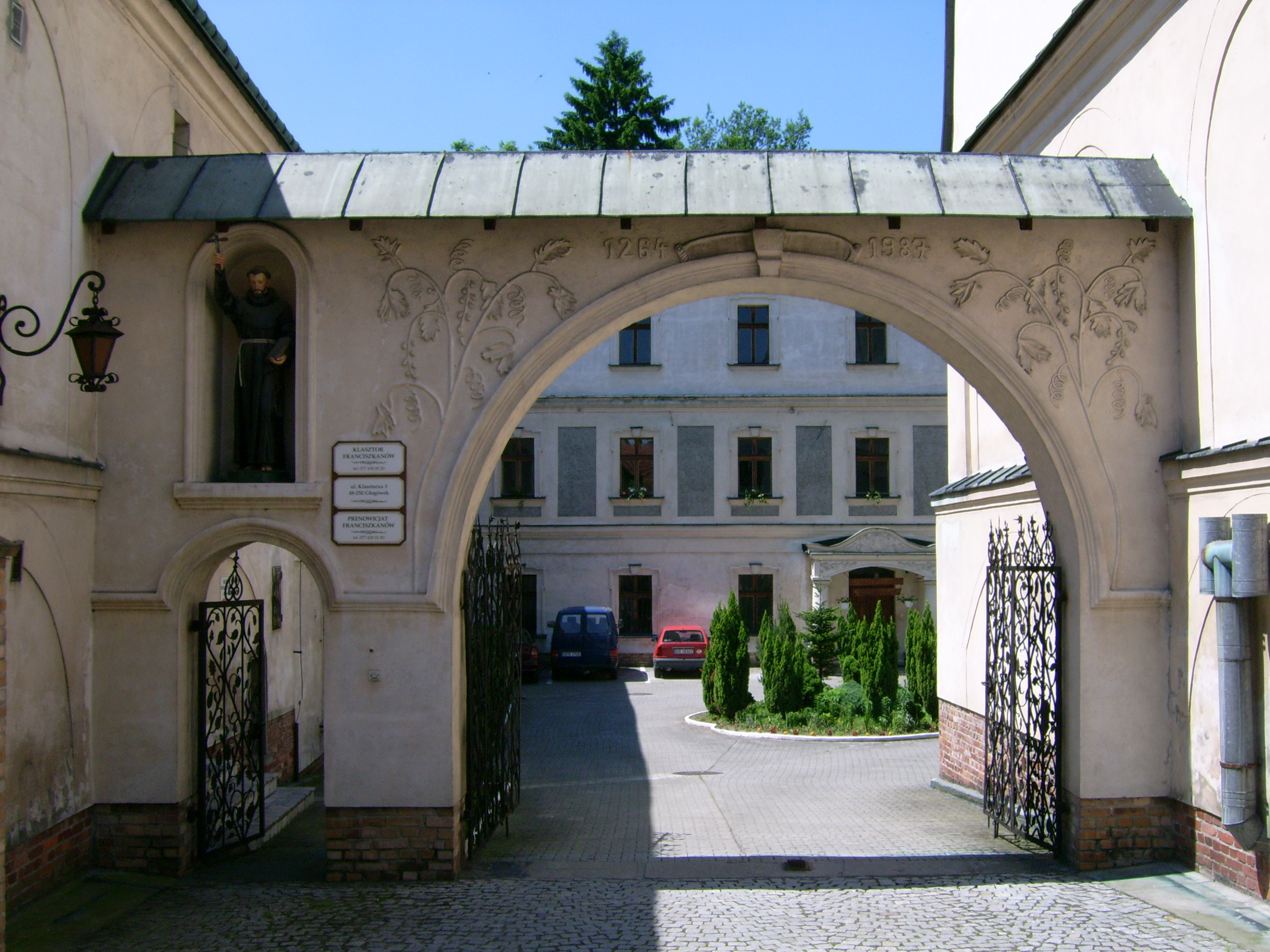
Klasztor franciszkanów – brama

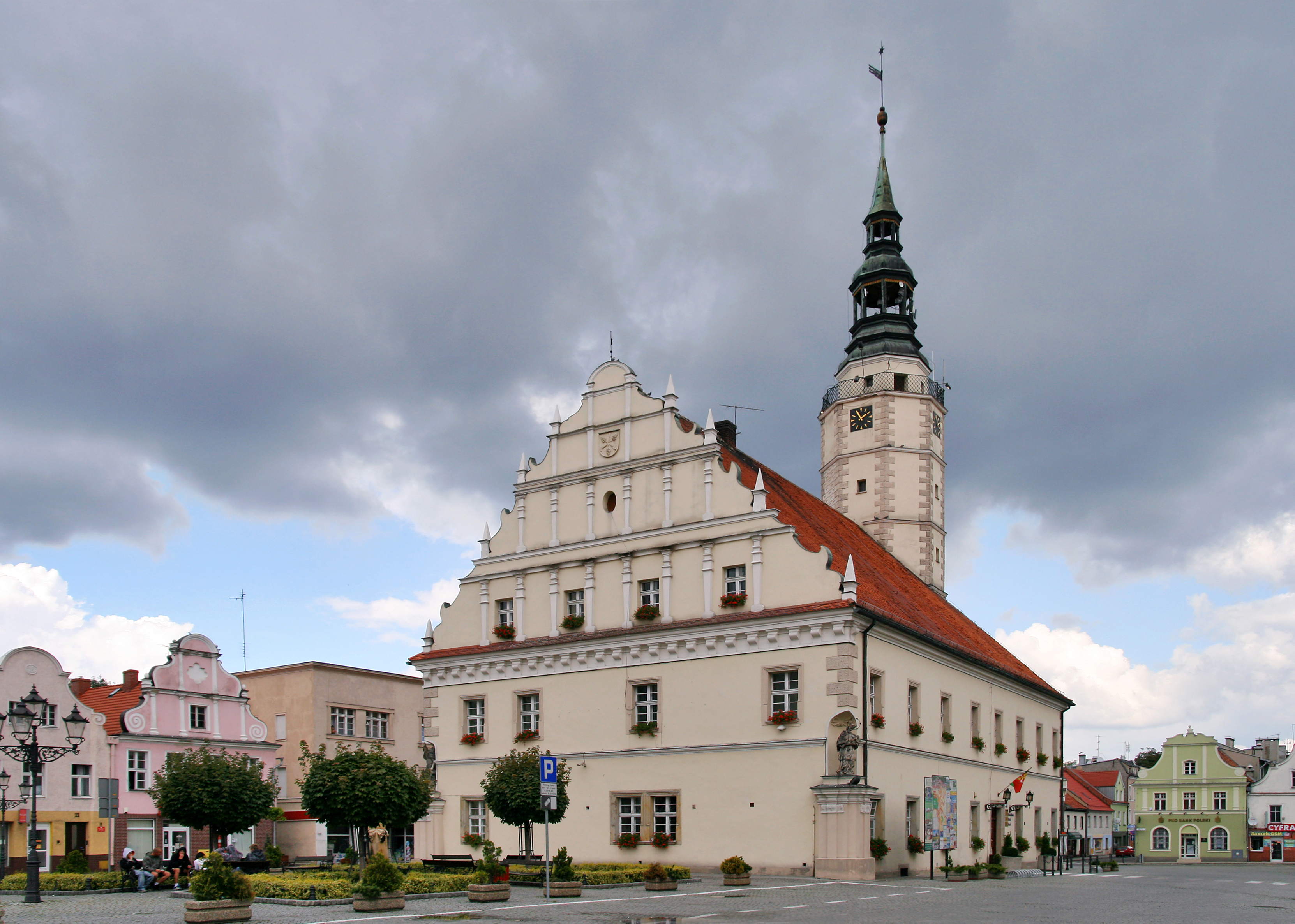
Późnorenesansowy ratusz

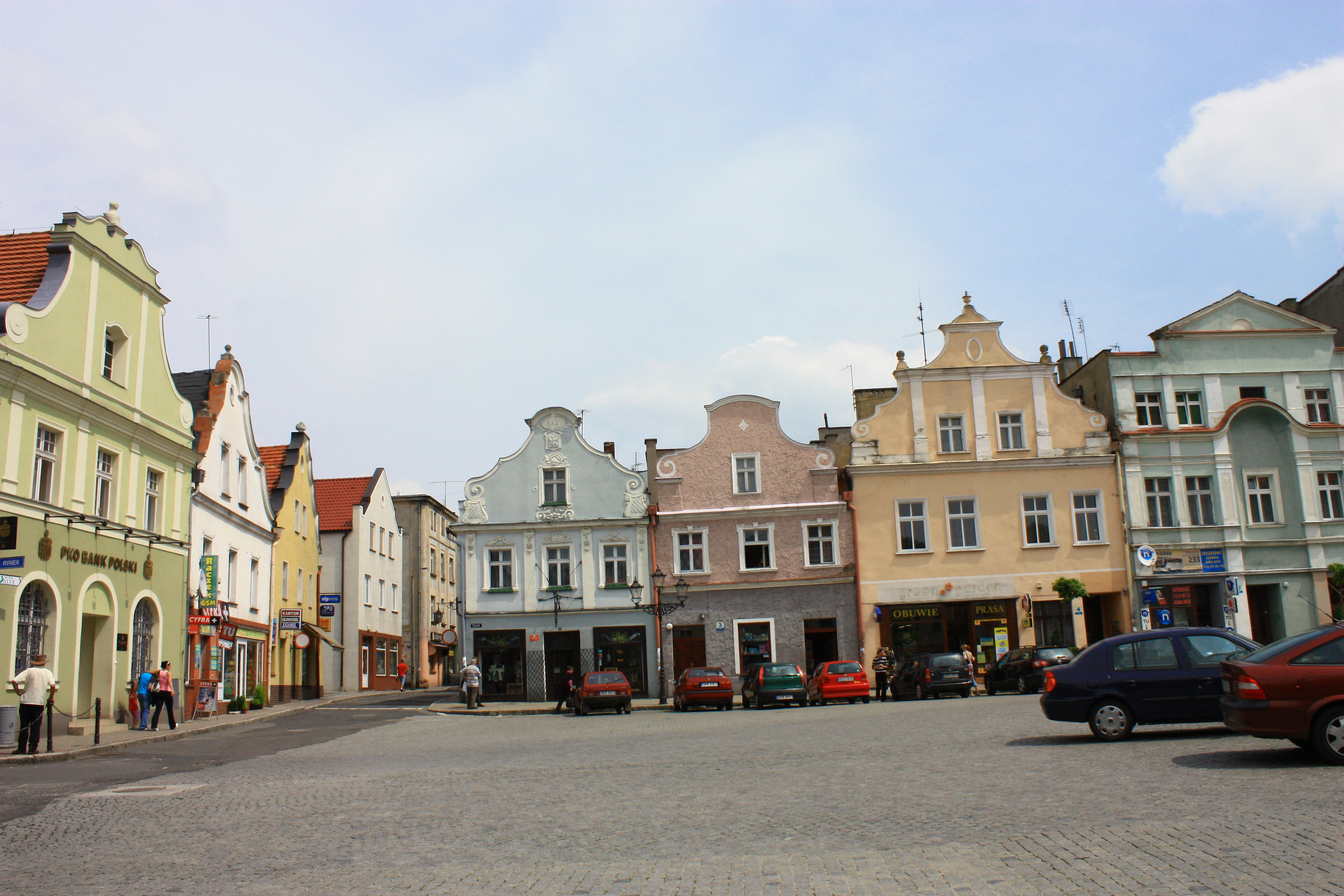
Kamienice w rynku

Do wojewódzkiego rejestru zabytków wpisane są:
- kościół – kolegiata par. pw. św. Bartłomieja, z 1380-XVIII w. Rzadko spotykana gotycka architektura z barokowym wystrojem wnętrza z freskami Franciszka Sebastiniego i sztukateriami Jana Schuberta. Kościół nazywany jest Perłą Opolskiej Ziemi
  - kaplica Oppersdorffów w kościele parafialnym z 1400 r. Wewnątrz alabastrowy nagrobek i sklepienie z kamiennymi wspornikami
- kościół cmentarny pw. Świętego Krzyża, szachulcowy z 1705 r., na cmentarzu
- zespół klasztorny franciszkanów, z XIV/XV w. – XIX w.: kościół pw. św. Franciszka z XV w., pierwotnie gotycki, przebudowany w XVII w.; klasztor
  - domek loretański z figurą Matki Boskiej z 1630 r., znajdująca się wewnątrz kościoła franciszkanów
- kaplica „Boży Grób” – replika Grobu Pańskiego powstała w 1634 r., 1714 r., 1822 r., z elementami neogotyckimi, jedna z trzech w Polsce kaplic grobu Chrystusa niewchodzących w skład większych zespołów (pozostałe znajdują się w Żaganiu i Potępie); ul. Zamkowa
- cmentarz żydowski, zabytkowy z poł. XIX w. / XX w.
- zespół zamkowy, z XVI–XX w.: manierystyczny zamek Oppersdorffów górny i dolny z lat 1561–1571, rozbudowany w XVII w., trójskrzydłowy, z narożnymi wieżami, ozdobnymi portalami i kaplicą z polichromią Franciszka Sebastiniego. Obecnie część zamku zajmuje Muzeum Regionalne; budynek bramny – brama zamkowa – folwarczna barokowa z 1700 r., ul. Zamkowa; park, obecnie miejski
- mury obronne, z XIV/XV w., 1600 r.
- baszta strażniczo-więzienna zbudowana w 1595 r.
- zespół szpitalny, ul. Piastowska, z 1773 r.: kaplica – kościół pw. św. Mikołaja, szpital, na miejscu kompleksu szpitalnego z początku XIV wieku, obecnie dom mieszkalny
- wieża wodna, z 1597 r.
- ratusz, późnorenesansowy z 1608 r., 1880 r., z wieżą na rynku
- dom, ul. Głubczycka 33 (d. 35)
- domy, ul. Kościelna 4, 12, z XVIII w., XIX w.
- domy, ul. Mickiewicza 1, 9 (d. 13), 11 (d. 15), 13 (d. 17), 15 (d. 19), z XVIII w., XIX w.
- d. zajazd, ul. Pasternak 2, z XVII–XVIII w., 1962 r.
- winiarnia, ul. Pasternak / ul. Powstańców, z XVI w.
- dom, ul. Piastowska 35, z poł. XIX w.
- domy, Rynek 1, 2, 3, 4, 5, 8 nie istnieje, 12 (d. 14), 13 (d. 15); 14 (d. 16), 16 (d. 18), 17 (d. 19), wypisany z księgi rejestru; 18 (d. 20), 19 (d. 21), 21 (d.30); 22 (d. 31), 24 (d. 33), 30 (d. 38), 31 (d. 39), wypisany z księgi rejestru; z XVII w., XVIII w., XIX w., XX w.
- dom Sebastiniego, Rynek 25 (d. 34), z poł. XVIII w., XIX w., wypisany z księgi rejestru
- domy, ul. Zamkowa 3, 4 wypisany z księgi rejestru, 5, 8, 10, 12, 14, 18, 20, 21, 26, 30, 32, 38, XVII, XVIII w./XIX w.
- dom, ul. Zamkowa 19, z XVIII w.-XX w.

inne zabytki:
- synagoga z 1864 r.
- cmentarz ewangelicki, zaniedbany
- cmentarz żołnierzy niemieckich poległych w czasie II wojny światowej z 1945 r.

## Gospodarka

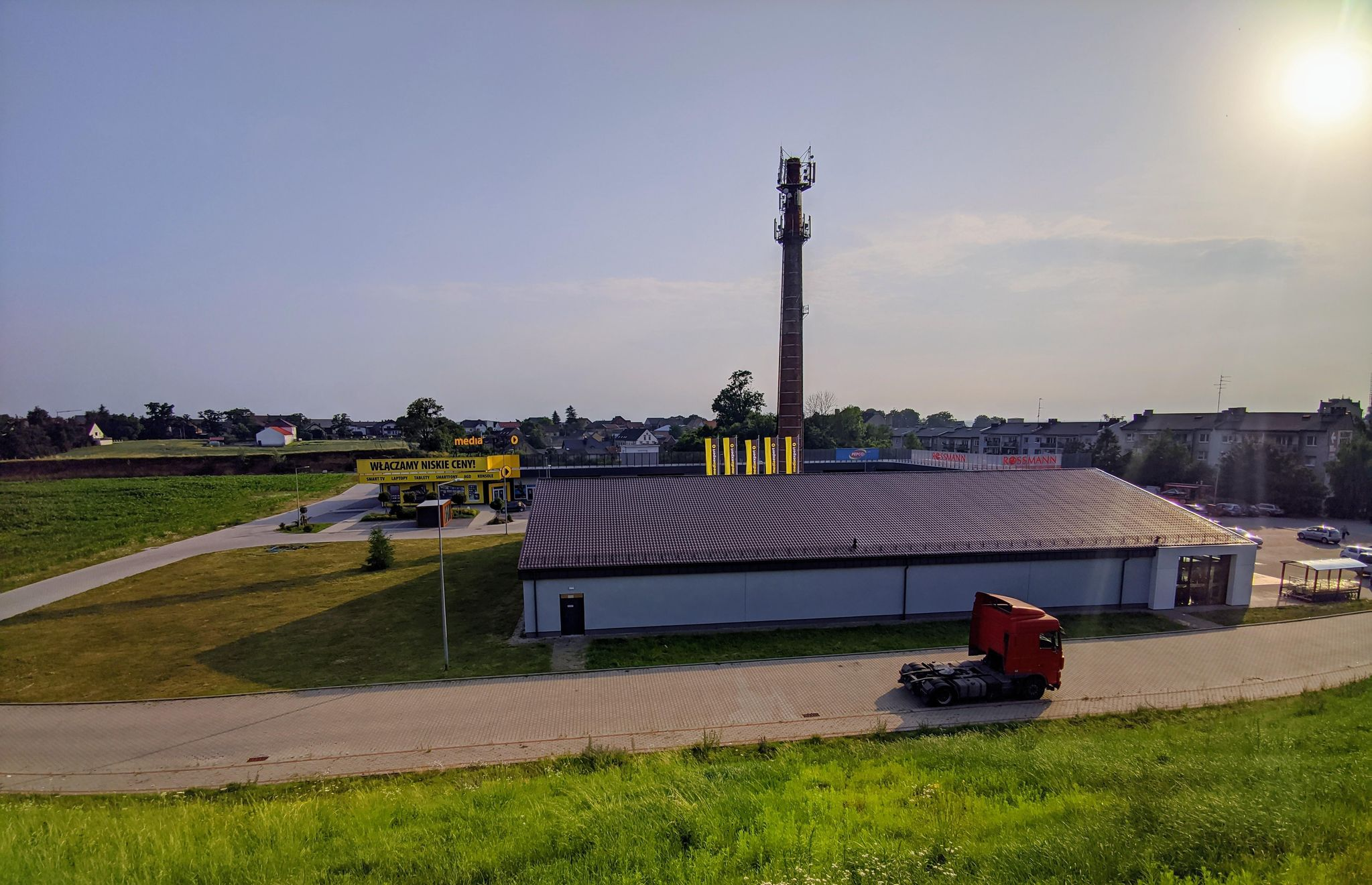
Premium Park

### Przedsiębiorstwa
W Głogówku swoje siedziby mają firmy transportowe: Morawiec, Kurspiot i Cichoń. W 2024 Morawiec zatrudniał około 650 pracowników, co czyniło go największym pracodawcą w powiecie prudnickim. W mieście działa także zakład Filplast, który zajmuje się produkcją stolarki okiennej i drzwiowej.

### Handel
W mieście znajdują się m.in. placówki handlowe sieci: Biedronka, PSB-Mrówka, Żabka. Przy ul. Piotra Skargi znajduje się centrum handlowe Premium Park. Ulokowały się w nim m.in. marki: Biedronka, Media Expert, Pepco, Rossmann.

### Usługi
Głogówek wraz z całą gminą podlega pod inspektorat ZUS w Prudniku.

## Transport

### Transport drogowy

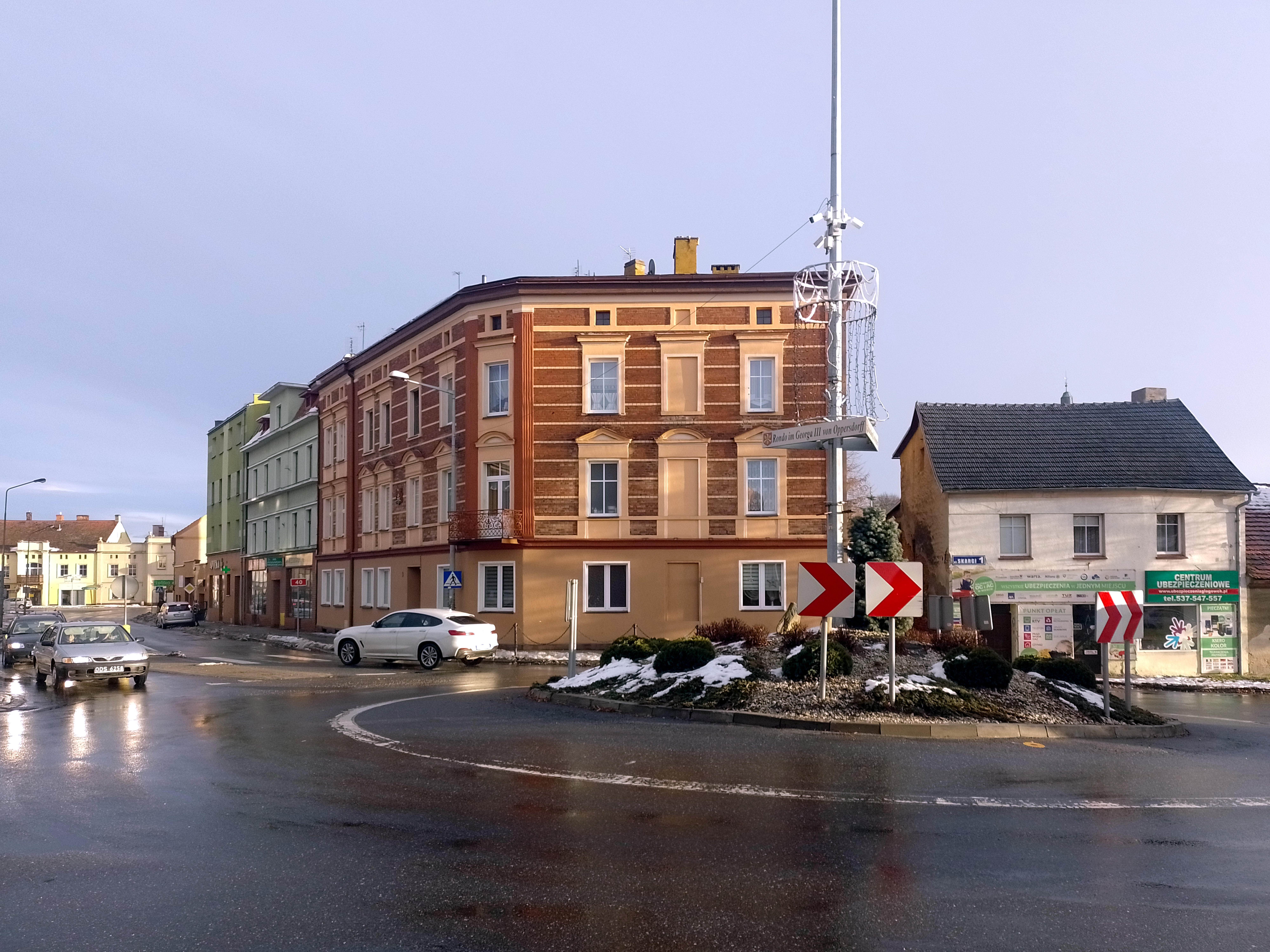
Rondo na DK40 i DW416

Przez Głogówek przebiega droga krajowa:
- 40 Prudnik – Głogówek – Większyce – Kędzierzyn-Koźle

Sieć uzupełniają drogi wojewódzkie:
- 416 Krapkowice – Głogówek – Głubczyce – Kietrz – Racibórz

Na terenie miasta znajdują się drogi powiatowe w zarządzie Wydziału Drogownictwa Starostwa Powiatowego w Prudniku:
| Numer drogi | Przebieg                                                                 | Długość (km) |
| ----------- | ------------------------------------------------------------------------ | ------------ |
| 1210O       | Głogówek, ul. 3 Maja i ul. Wiejska – Nowe Kotkowice – Rozkochów – Żużela | 4,868        |
| 1254O       | Kazimierz – Głogówek – Błażejowice Dolne                                 | 8,216        |
|             |                                                                          | 13,084       |

### Transport kolejowy

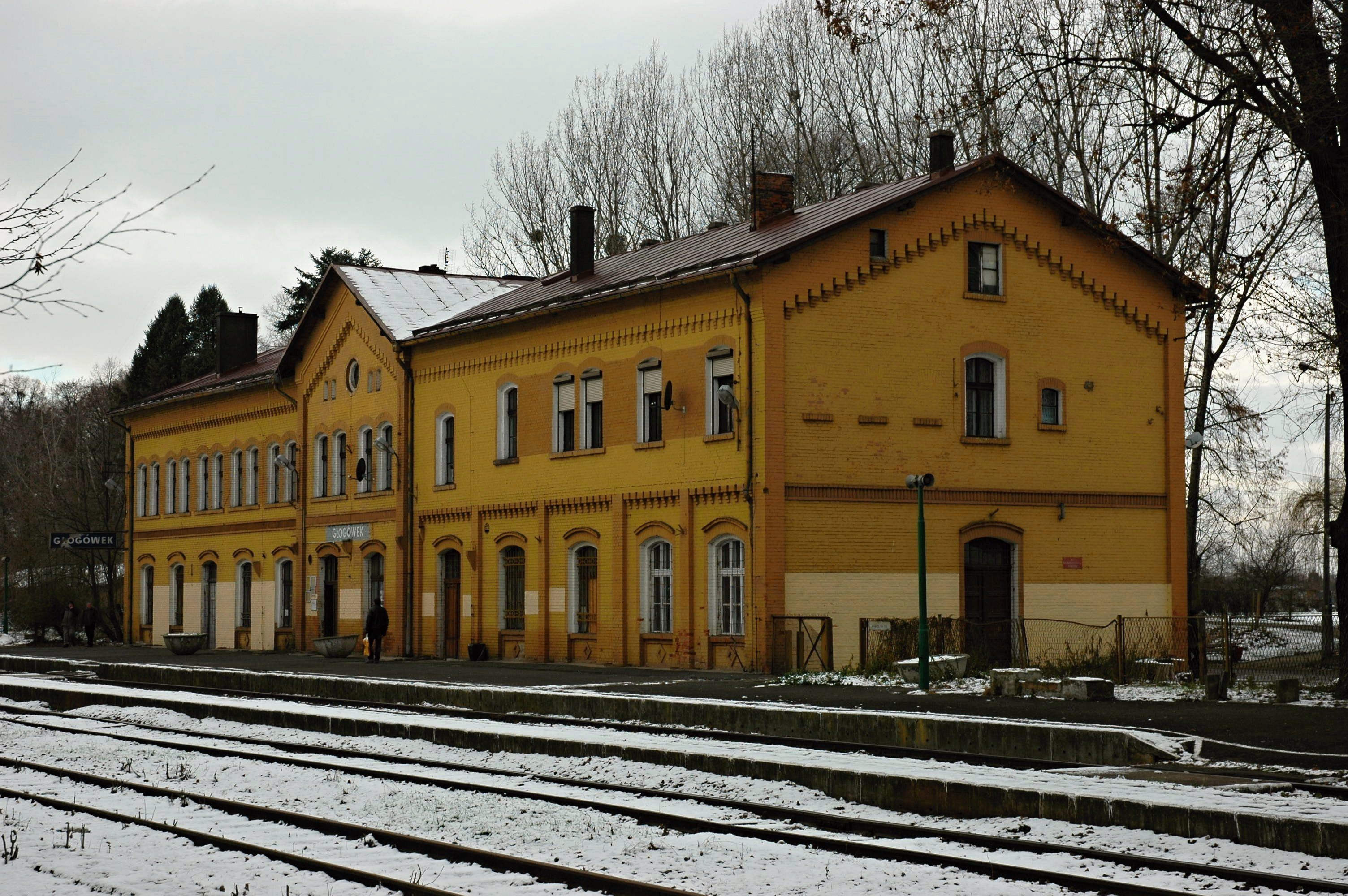
Stacja kolejowa w Głogówku

Stacja kolejowa w Głogówku znajduje się przy ul. Dworcowej. Z Głogówka odjeżdżają pociągi Polregio i PKP Intercity, do Brzegu, Gliwic, Jeleniej Góry, Katowic, Kędzierzyna-Koźla, Kłodzka, Krakowa, Nysy, Wałbrzycha i Zabrza.
Linia kolejowa nr 137 relacji Katowice – Legnica, zwana magistralą podsudecką, została doprowadzona do Głogówka w 1876. Połączyła ona uprzemysłowione miasta Przedgórza Sudeckiego z kopalniami Górnego Śląska. Została zaliczona do linii pierwszorzędnych o najważniejszym znaczeniu państwowym.

### Transport autobusowy

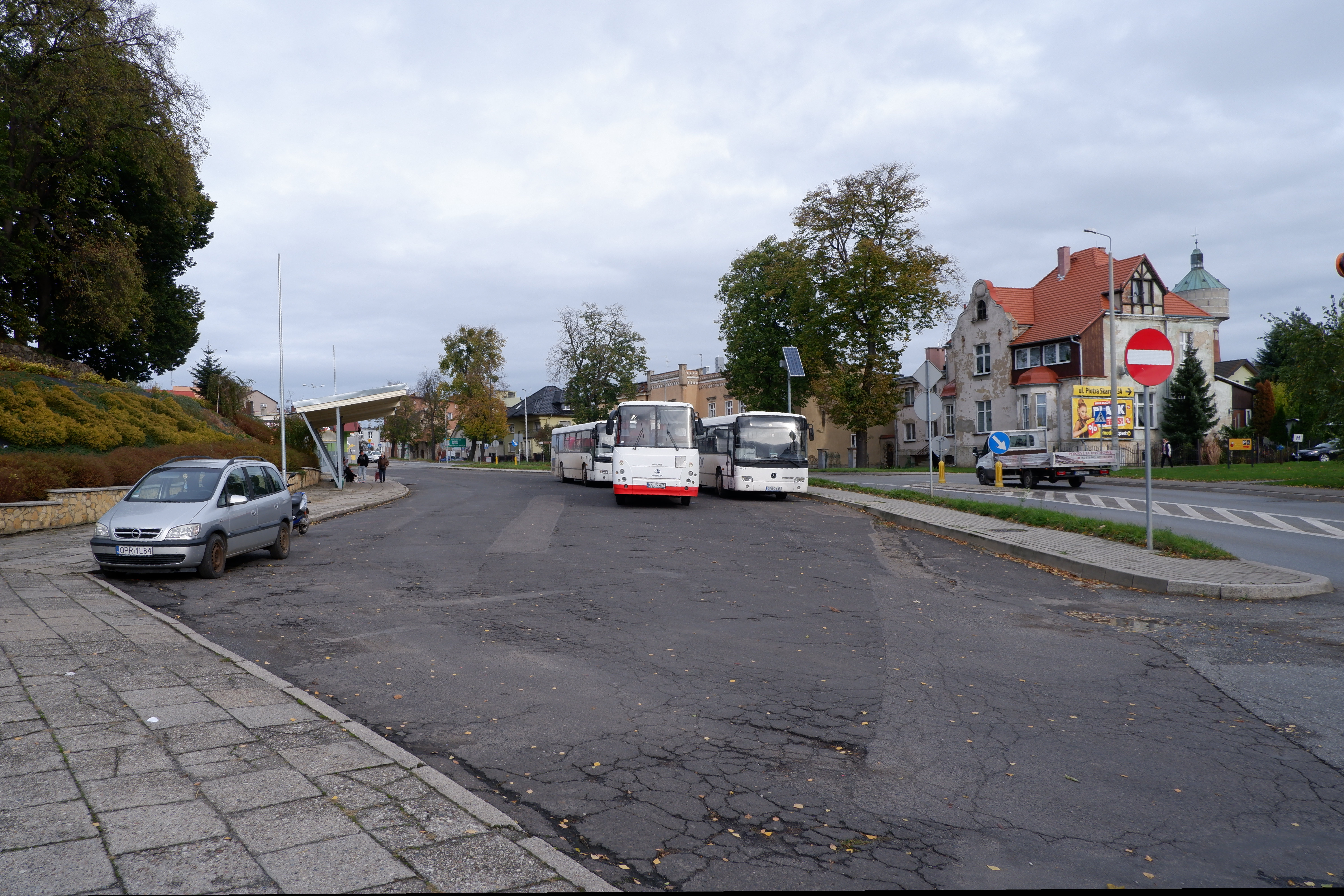
Dworzec autobusowy

Dworzec autobusowy w Głogówku znajduje się w pobliżu centrum miasta, przy ul. Piotra Skargi.
W 2004 prudnicki PKS został sprywatyzowany z udziałem Connex Polska. W 2008, w wyniku połączenia spółek PKS Connex Prudnik i PKS Connex Kędzierzyn-Koźle, utworzona została spółka Veolia Transport Opolszczyzna, w 2013 przejęta przez Arriva Bus Transport Polska. W 2019 Arriva wycofała się z Prudnika. Wówczas organizacją przewozów pasażerskich w Głogówku i okolicy zajęły się ościenne PKS-y. W grudniu 2021 powołano Powiatowo-Gminny Związek Transportu „Pogranicze”, mający na celu poprawę jakości transportu.

## Oświata

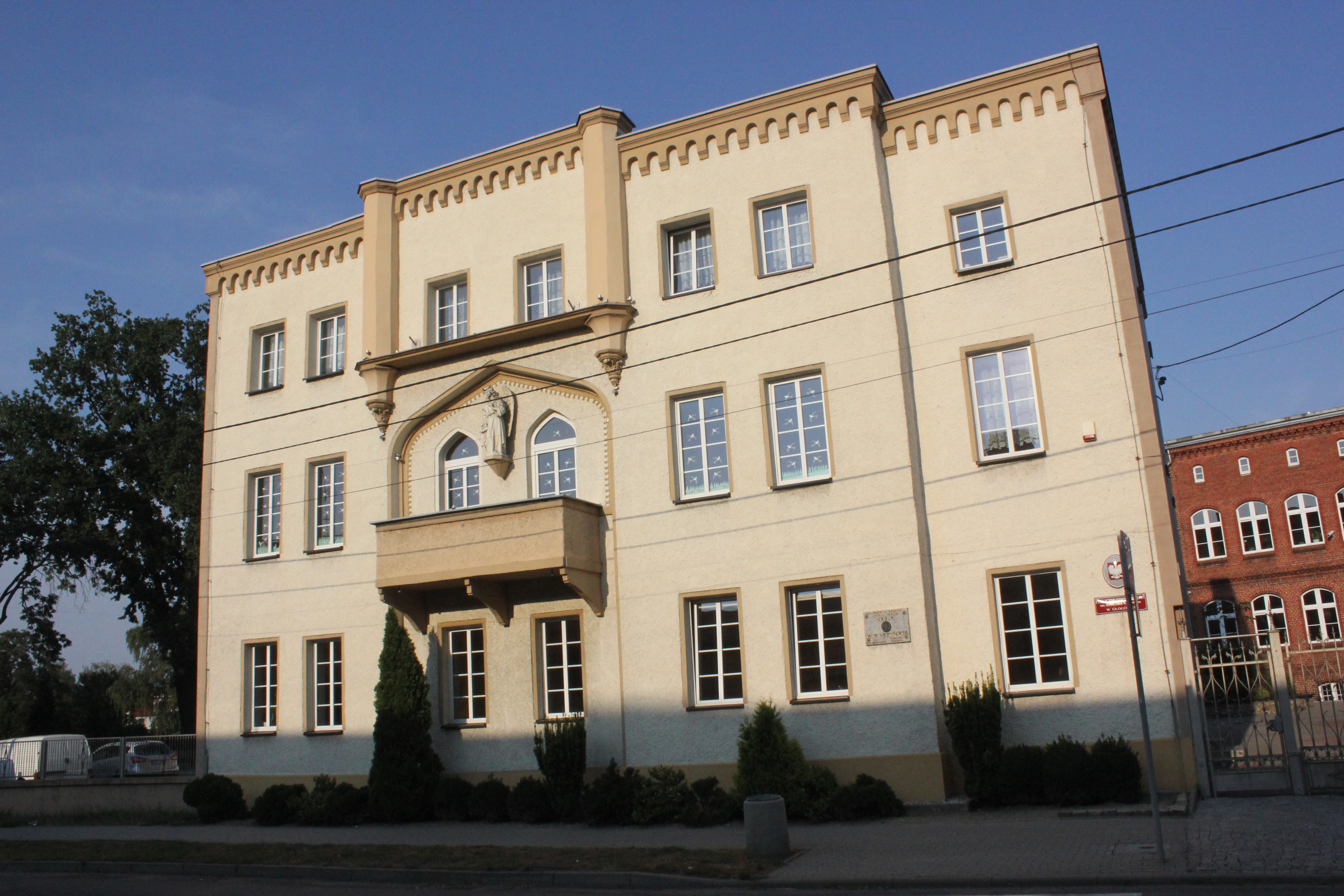
Szkoła Podstawowa nr 2 im.Henryka Sienkiewicza, Oddział ul.Kościuszki

Na terenie Głogówka działają: 2 przedszkola, 3 szkoły podstawowe, 1 liceum ogólnokształcące, 1 szkoła branżowa I stopnia, 2 technika i 1 szkoła policealna.
- Publiczne Przedszkole nr 3
- Publiczne Przedszkole nr 4
  - Siedziba Główna (ul.Powstańców 16)
  - Oddział na Oraczac (ul. Głubczycka 47)
  - Nowa siedziba główna (ul. Pasternik) (W budowie)

Szkoły podstawowe
- Publiczna Szkoła Podstawowa nr 1 im. Marii Skłodowskiej-Curie[86]
- Publiczna Szkoła Podstawowa nr 2 im. Henryka Sienkiewicza
  - Oddział na Oraczach (Klasy 1-3)
  - Oddział na ul. Kościuszki 10 (Klasy 4-8)
- Specjalna Szkoła Podstawowa nr 4[87]

Szkoły ponadpodstawowe
- Zespół Szkół w Głogówku
  - Liceum Ogólnokształcące[88]
  - Technikum[88]
    - Technikum Logistyczne
    - Technikum Informatyczne
    - Technikum Rachunkowe
    - Technikum Transportu Drogowego
    - Technikum Spedytorskie

  - Branżowa Szkoła I Stopnia[88]
- Specjalna Szkoła przysposobienia zawodowego[87]

## Kultura
- Miejsko-Gminny Ośrodek Kultury w Głogówku
- Muzeum Regionalne w Głogówku
- dwa koła DFK Towarzystwa Społeczno-Kulturalnego Niemców na Śląsku Opolskim – Winiary i Oracze[89][90]

### Stałe imprezy kulturalne
- Dni Głogówka – impreza plenerowa organizowana corocznie w lipcu na głogóweckim rynku[91]
- Śląski Festiwal Ziemi Prudnickiej im. Ludwiga van Beethovena – festiwal muzyki klasycznej odbywający się corocznie w październiku w Prudniku i Głogówku[92][93]

### Odniesienia w kulturze masowej
- Henryk Sienkiewicz – Potop, 1886
- Andrzej Sapkowski – Narrenturm, 2002; Boży bojownicy, 2004; Lux perpetua, 2006
- Jan Jakub Kolski – Jasminum, 2006

## Media lokalne

### Prasa
- Życie Głogówka – miesięcznik wydawany przez Centrum Kultury w Głogówku na zlecenie Gminy Głogówek
- Tygodnik Prudnicki
- Prudnik24

### Telewizja
- TV Prudnik (TV Pogranicza)

### Radio
- Radio Opole
- Radio Park

### Portale
- Teraz Prudnik[94] (do 2017 Tygodnik Prudnicki[95])
- prudnik24.pl[96]

## Religia

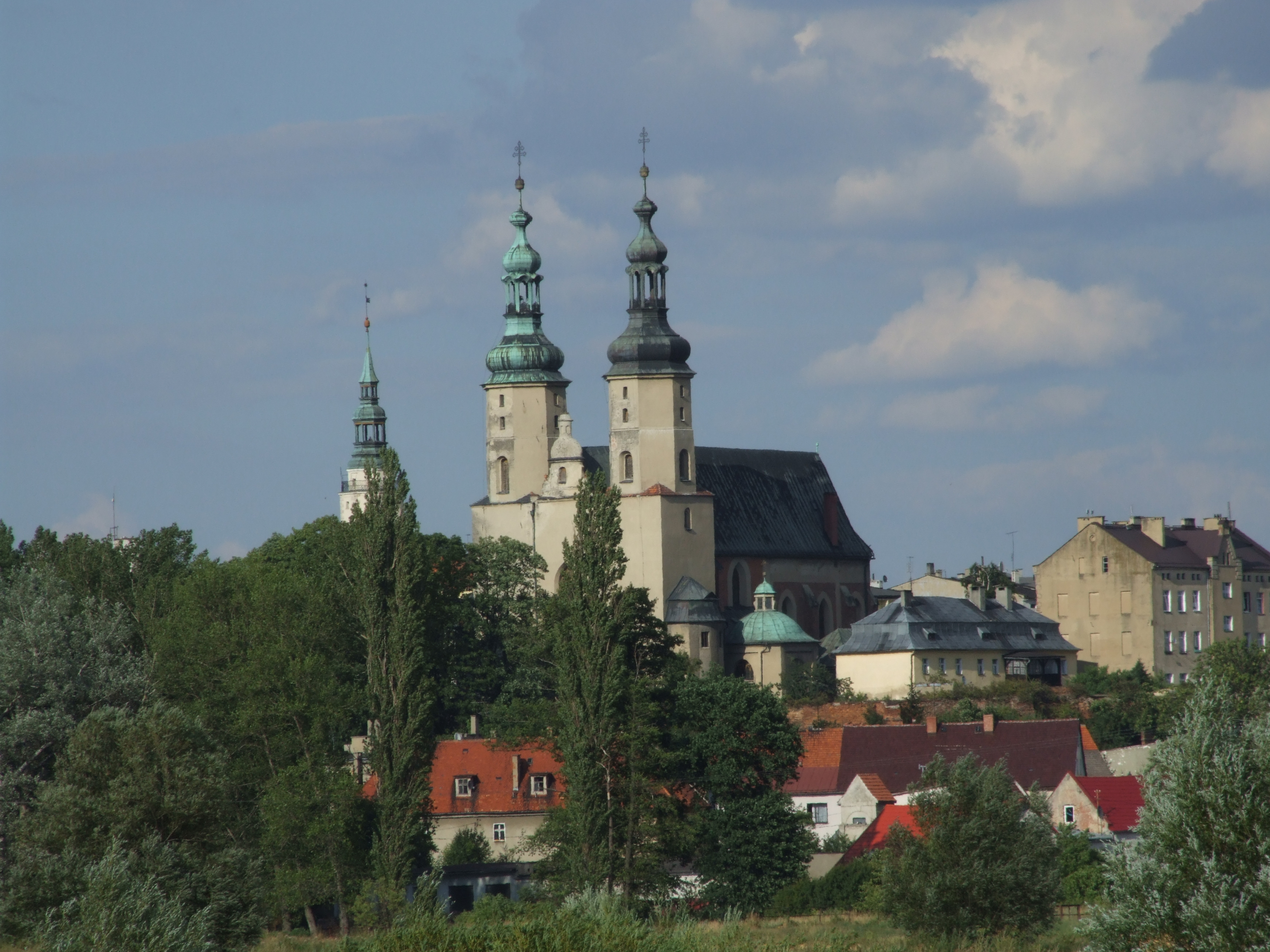
Kolegiata św. Bartłomieja (1380 r. – XVIII w.)

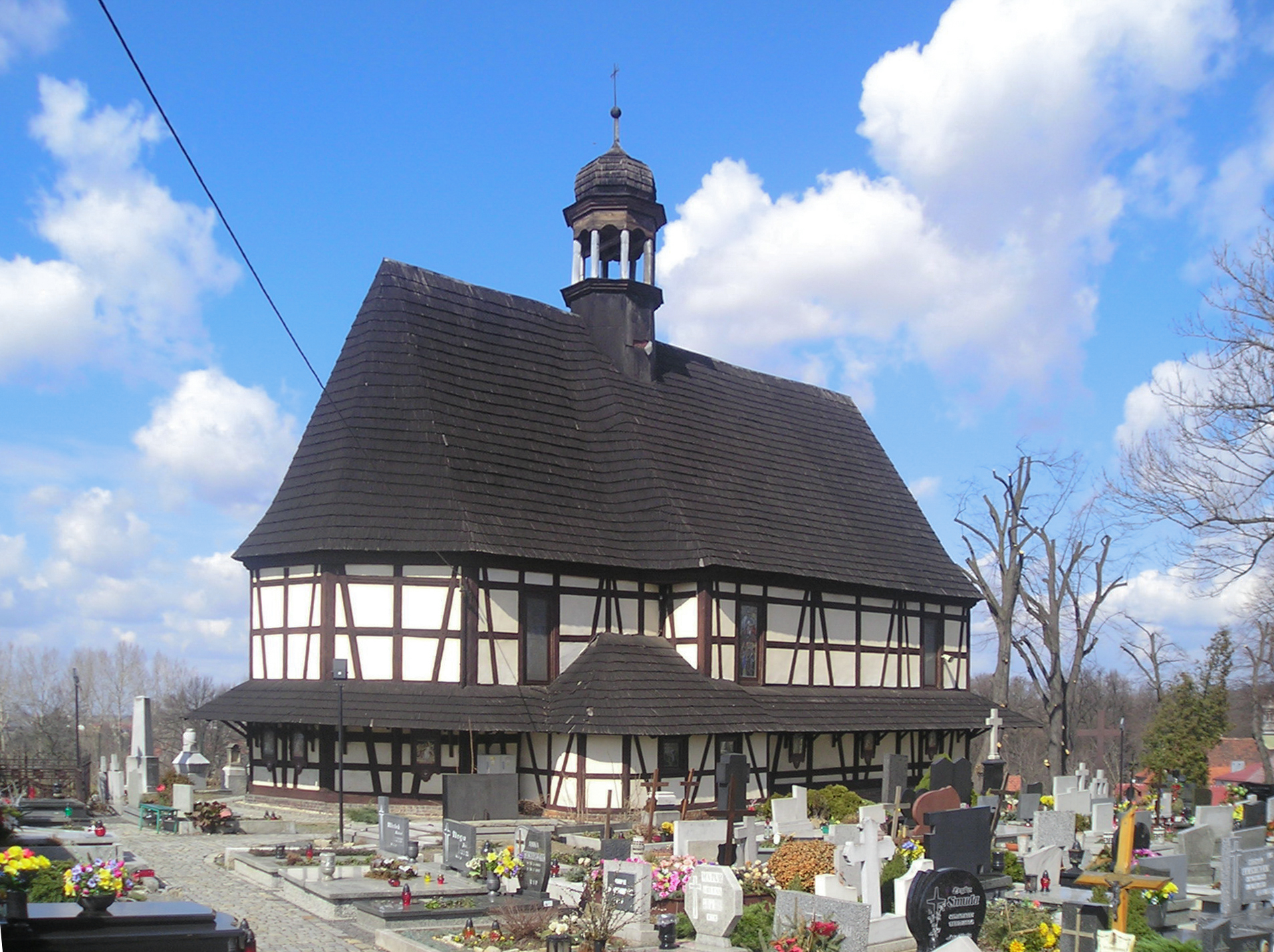
Szachulcowy, cmentarny kościół pw. Świętego Krzyża z 1705 r.

Katolicką patronką miasta jest św. Kandyda.

### Wspólnoty wyznaniowe

#### Kościół rzymskokatolicki
Dekanat Głogówek
- parafia św. Bartłomieja (ul. Kościelna 2)
  - kolegiata św. Bartłomieja (ul. Kościelna 2)
  - kościół św. Franciszka (ul. Klasztorna)
  - kościół św. Mikołaja (ul. Piastowska 35)
  - kościół Świętego Krzyża (ul. Podgórna)

### Cmentarze
- Cmentarz komunalny (ul. Podgórna)
- Cmentarz żydowski (ul. Olszynka)
- Cmentarz Ewangelicki (ul. Powstańców)
- Niemiecki Cmentarz wojskowy (ul. Powstańców)

### Nieistniejące obiekty sakralne
- synagoga (nieczynna)
- kościół ewangelicki (nie istnieje)

## Sport
Głównym podmiotem odpowiedzialnym za sport i rekreację w mieście jest Miejsko-Gminny Ośrodek Kultury w Głogówku.

### Obiekty sportowe
- Stadion Miejski (ul. Damrota)
- Kąpielisko Gminne (ul. Kąpielowa)
- Korty tenisowe (ul. Targowa)
- Strzelnica sportowa (ul. Winiary)
- Boisko pełnowymiarowe (ul. Powstańców)
- Hala Sportowa przy Szkole Podstawowej nr2 (ul. Korfantego)
- Boiska ORLIK 2012 (ul. Sobieskiego 2)

### Kluby sportowe
- KS Fortuna Głogówek (piłka nożna)[99]
- LKS Rolnik Biedrzychowice Głogówek (piłka nożna)
- UKS Akademia Piłki Nożnej Głogówek (piłka nożna)
- SPS Głogówek (siatkówka)

### Zawody sportowe
3 września 1976 w Głogówku zlokalizowany był start VIII etapu wyścigu kolarskiego Tour de Pologne.

## Polityka

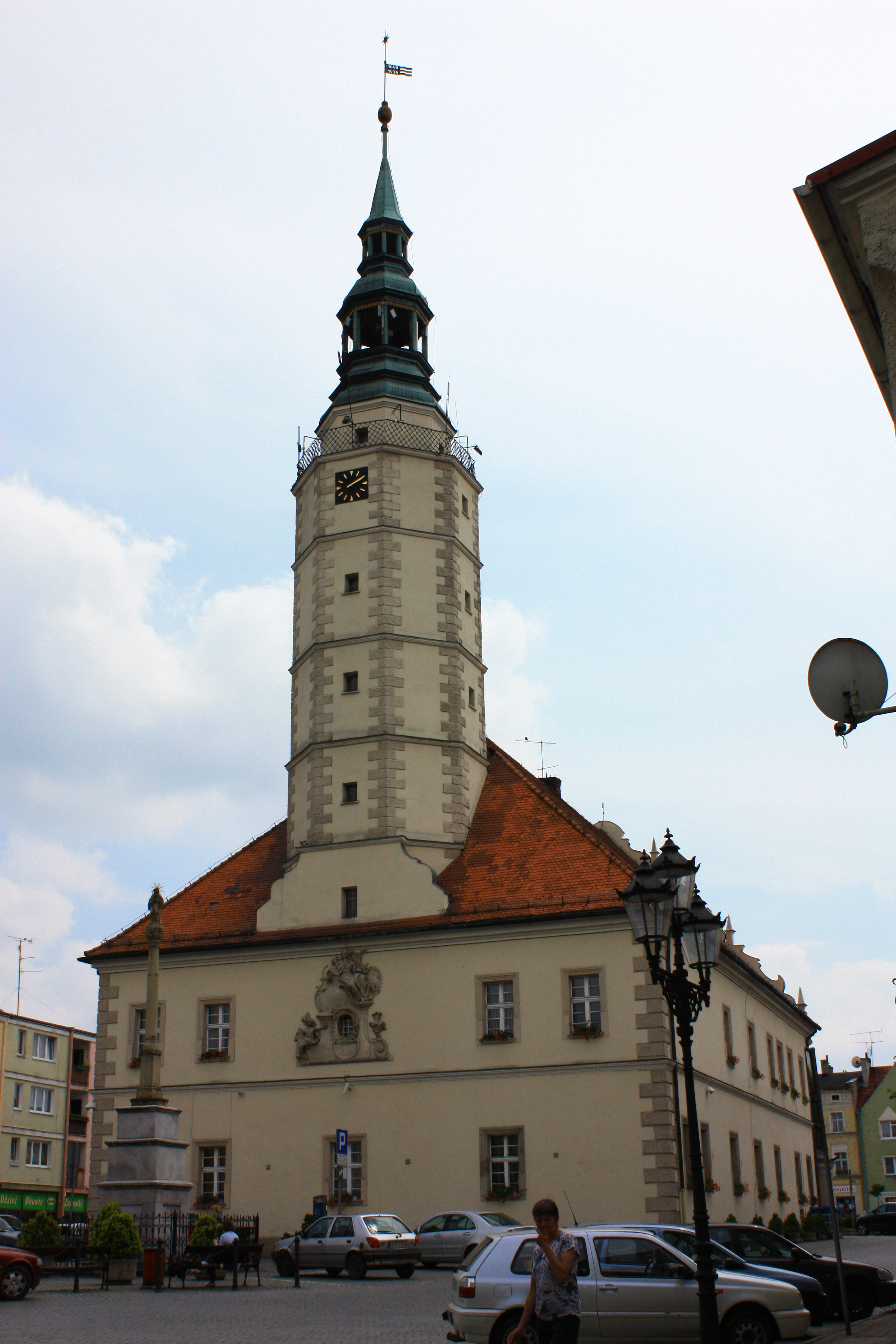
Ratusz

Miasto jest siedzibą gminy miejsko-wiejskiej. Organem wykonawczym jest burmistrz. W wyborach samorządowych w 2018 na urząd został wybrany Piotr Bujak. Siedzibą władz jest Urząd Miejski na Rynku.

### Rada Miejska
Mieszkańcy Głogówka wybierają do swojej Rady Miejskiej 3 radnych (3 z 15). Pozostałych 12 radnych wybierają mieszkańcy terenów wiejskich gminy Głogówek.
Liczba radnych poszczególnych ugrupowań w Radzie Miejskiej w latach 2002–2028:
| Lp. | Ugrupowanie                                                     | Kadencja  | Kadencja  | Kadencja  | Kadencja  | Kadencja  | Kadencja  |
| Lp. | Ugrupowanie                                                     | 2002–2006 | 2006–2010 | 2010–2014 | 2014–2018 | 2018–2024 | 2024–2029 |
| --- | --------------------------------------------------------------- | --------- | --------- | --------- | --------- | --------- | --------- |
| 1   | Centrum                                                         | –         | –         | 1         | –         | –         | –         |
| 2   | Forum Samorządowe Plus                                          | –         | –         | 3         | –         | –         | –         |
| 3   | Forum Samorządowe Powiatu Prudnickiego                          | 2         | –         | –         | –         | –         | –         |
| 4   | Głogóweckie Towarzystwo Gospodarcze                             | 3         | –         | –         | –         | –         | –         |
| 5   | Gmina Głogówek-Wspólna Sprawa                                   | –         | –         | –         | –         | 4         | 7         |
| 6   | KWW Gminnego Zrzeszenia Ludowych Zespołów Sportowych w Głogówku | 1         | –         | –         | –         | –         | –         |
| 7   | Mniejszość Niemiecka                                            | 8         | 7         | 7         | 5         | 2         | –         |
| 8   | Nasza Ziemia                                                    | –         | –         | –         | 1         | –         | –         |
| 9   | Niezależni Razem                                                | –         | –         | –         | 8         | 7         | –         |
| 10  | Porozumienie Dla Gminy Głogówek                                 | –         | –         | –         | –         | 2         | 2         |
| 11  | Prawo i Sprawiedliwość                                          | –         | 2         | –         | –         | –         | –         |
| 12  | Razem w Przyszłość                                              | –         | –         | –         | 1         | –         | –         |
| 13  | Samorządność                                                    | 2         | 4         | 2         | –         | –         | –         |
| 14  | Śląscy Samorządowcy                                             | –         | –         | –         | –         | –         | 3         |
| 15  | Tak! Dla Ziemi Prudnickiej                                      | –         | –         | –         | –         | –         | 3         |
| 16  | Tradycja i Rozwój Gminy Głogówek                                | –         | –         | 2         | –         | –         | –         |
| 18  | Tylko Razem                                                     | 1         | –         | –         | –         | –         | –         |

### Budżet miasta
| Budżet miasta Głogówka | Budżet miasta Głogówka | Budżet miasta Głogówka |
| Lp.                    | Rok                    | Budżet mln zł          |
| ---------------------- | ---------------------- | ---------------------- |
| 1                      | 2009                   | 34,2                   |
| 2                      | 2010                   | 34,7                   |
| 3                      | 2011                   | 33,5                   |
| 4                      | 2012                   | 37,7                   |
| 5                      | 2013                   | 37,5                   |
| 6                      | 2014                   | 41,3                   |
| 8                      | 2015                   | 38,8                   |
| 9                      | 2016                   | 45,0                   |

## Lista burmistrzów

### Czasy niemieckie[109][110]
- Peter Otta (1544)
- Adam Rotter (1606)
- Martin Schneider (1615)
- Valentin Karas von Bombstein (1625)
- Georg Heinrich Friese (1653)
- Michael Rehorn (1662)
- Georg Heinrich Slawikowsky (1683)
- Elias Pietruschka (1683)
- Hieronymus Carove (1683–1689)
- Johann Reverti (1689–1691)
- Wenzel Jaschick (1691–1695)
- Franz Mitschke (1695–1696)
- Johann Anton Rotter (1697–1702)
- Johann Riedel (1703)
- Peter Arlerth (1704)
- Franz Xavier Riedel (1705–1708)
- Peter Arlerth (1710–1711)
- Johann Franz Herrmann (1712–1717)
- Peter Arlerth (1717–1718)
- Leopold Ziendetti (1718–1721)
- Johann Thadäus Riedel (1722–1736)
- Anton Ignatz Riedel (1736–1739)
- Wenzel Michael Alberti (1739–1760)
- Johann Kurz (1760–1767)
- Joseph Sammberger (1767–1772)
- George Grachus (1772–1775)
- Franz Karl Thomeczek (1775–1788)
- Anton Glatzel (1796–1807)
- Schwand (1807–1810)
- Maier (1810–1811)
- Schwanzer (1811–1815)
- Bürg (1815–1817)
- Heinrich Hasse (1817)
- Joseph Lindner (1823–1854)
- Dr. Heinrich Schnurpfeil (1854–1867)
- Engel (1867–?)
- Troska (1888)
- Reinhold Freyhube (1898–1909)
- Heinrich Smikalla (1917–1926)
- Hensel (1926–1927)
- Felix Scholz (1927–194?)
- Eckert (1945)

### Rzeczpospolita PolskaiPRL
- Tyrała (1945–1946)
- Ludwik Stanisławczyk (1946)
- Wiktor Les (1946–1949)
- Zenon Kowalczyk (1975–1993)[111]

### III Rzeczpospolita
- Jan Borsutzky (1990–1994)
- Karol Kopacz (1994–1998)
- Jan Mencler (1998–2006)
- Andrzej Jan Kałamarz (2006–2018)
- Piotr Bujak (od 2018)

## Miasta partnerskie
| Miasto             | Kraj    | Data podpisania umowy |
| ------------------ | ------- | --------------------- |
| Rietberg           | Niemcy  | 30 maja 1998          |
| Osobłoga           | Czechy  | 25 czerwca 1998       |
| Vrbno pod Pradědem | Czechy  | 8 czerwca 2002        |
| Ribérac            | Francja | 25 czerwca 2010       |
| Kelmieńce          | Ukraina | lipiec 2023           |

## Turystyka

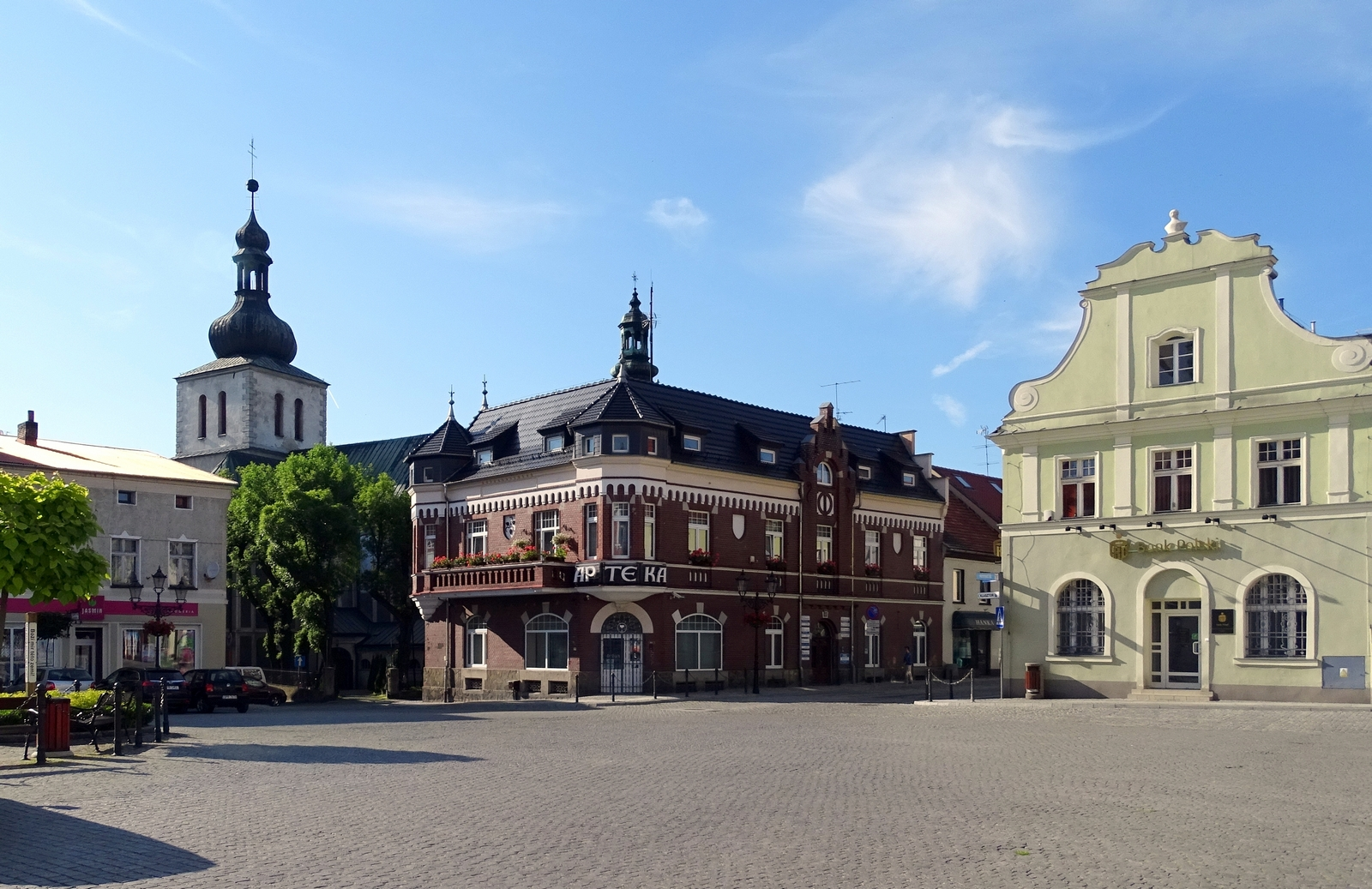
Zabytkowa zabudowa Rynku

Głogówek jest miastem o dużych walorach turystycznych. Zespół staromiejski w Głogówku został wymieniony w Kanonie Krajoznawczym Polski. Renesansowy zamek w Głogówku, w którym podczas potopu szwedzkiego przebywał król Polski Jan Kazimierz, prezentowany jest jako dziedzictwo polskiej historii. Zespół klasztorny franciszkanów z domkiem loretańskim jest ważnym centrum pielgrzymkowym.
Oddział PTTK „Sudetów Wschodnich” w Prudniku ustanowił turystyczną Odznakę Krajoznawczą Ziemi Prudnickiej, którą zdobywa się poprzez zwiedzenie odpowiedniej liczby obiektów w miejscowościach położonych na ziemi prudnickiej, w tym w Głogówku. PTTK Prudnik przyznaje również Kolarską Odznakę Turystyczną w „Królestwie Pradziada” za odwiedzenie m.in. Głogówka.
12 lipca 2010, w ramach organizowanego w Prudniku VI Europejskiego Tygodnia Turystyki Rowerowej, w którym wzięli udział rowerzyści z całej Europy, przez Głogówek prowadziła trasa „Szlakiem Pielgrzyma”.

### Szlaki rowerowe
Przez Głogówek prowadzi szlak rowerowy:
- Trasa rowerowa PTTK nr 34-n: Głogówek – Mochów – Dzierżysławice – Racławice Śląskie

## Służba zdrowia
- Zakład Opiekuńczo-Leczniczy – Prudnickie Centrum Medyczne (ul. Konopnickiej 2)[122]
  - zespół podstawowy ratownictwa medycznego[123]

## Służby mundurowe

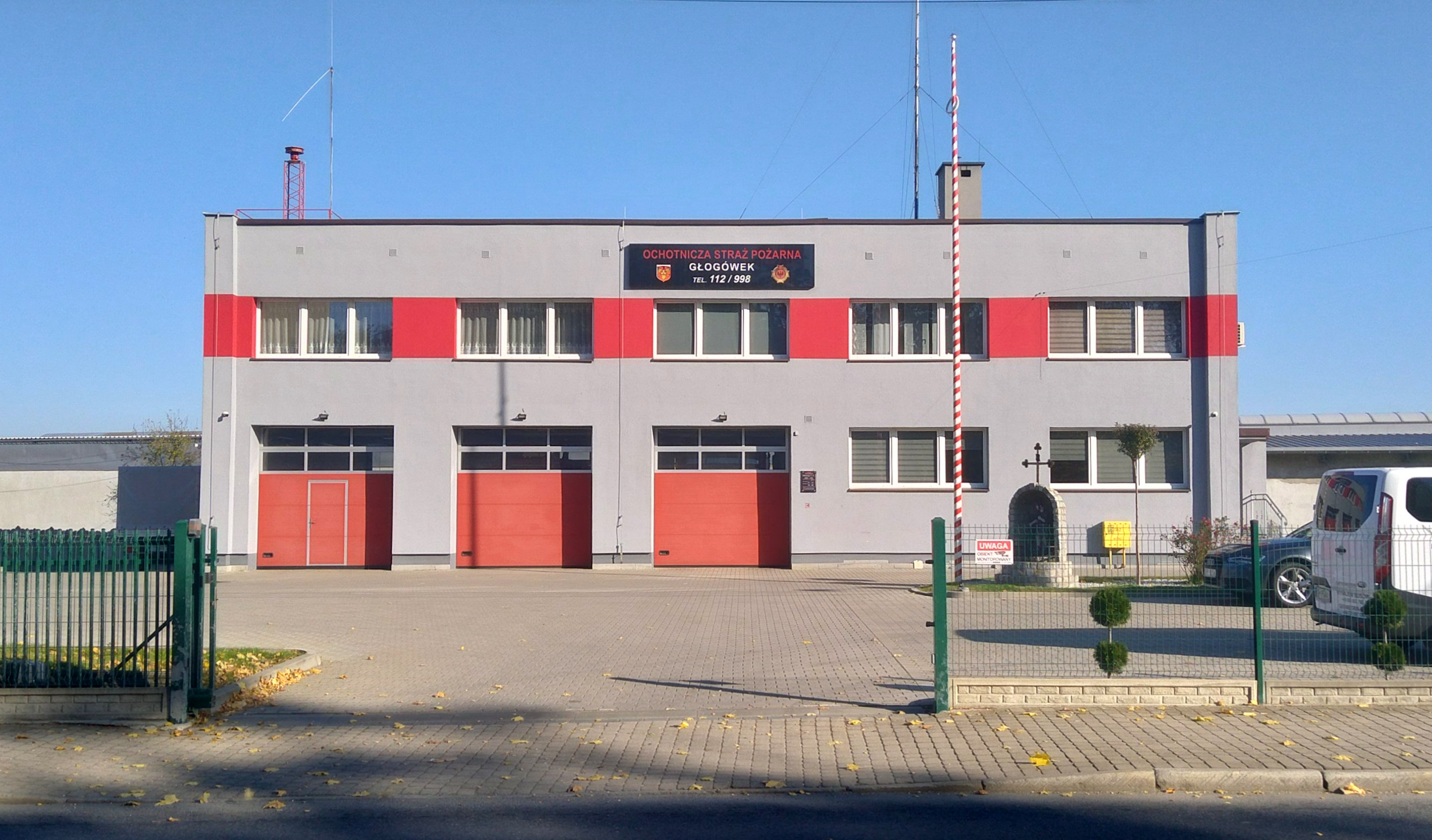
Remiza ochotniczej straży pożarnej

- Policja – Komisariat Policji (ul. Dworcowa 22), podległy Komendzie Powiatowej Policji w Prudniku[124]
- Straż pożarna – Ochotnicza Straż Pożarna (ul. Dworcowa 9)[125]. OSP Głogówek wchodzi w skład Kompanii Gaśniczej „Prudnik”[126].

Teren miasta, jak i całej gminy Głogówek, położony jest w strefie nadgranicznej w związku z czym Straż Graniczna dysponuje, na tym obszarze, specjalnymi kompetencjami w zakresie bezpieczeństwa. Gminę Głogówek obejmuje zasięgiem służbowym placówka Straży Granicznej w Opolu ze Śląskiego Oddziału SG.

## Ludzie związani z Głogówkiem

### Honorowi Obywatele Miasta
- Waldemar Lankauf (2002)
- Georg Lubczyk (2002)
- Joachim Georg Görlich (2002)
- Zbigniew Pawlicki (2002)
- Hans Georg von Oppersdorff (2002)
- Waldemar Filipowski (2006)
- Ludwig Merckle (2006)
- Günter Hauptstock (2006)
- Alfons Nossol (2006)
- Tadeusz Soroczyński (2006)
- Gwardian Waldemar Czerwonka (2010)
- Joachim Kobienia (2010)
- Jarosław Kłuskiewicz (2010)
- Johannes Preisner (2010)
- Ryszard Galla (2014)
- Danuta Jazłowiecka (2014)
- Janina Okrągły (2014)
- Krzysztof Cichon (2014)

### Zasłużeni dla Miasta i Gminy Głogówek
Odznaka honorowa „Zasłużony dla Miasta i Gminy Głogówek” jest przyznawana osobom, instytucjom, organizacjom społecznych, gospodarczych i politycznych jako wyraz uznania i wdzięczności za zasługi dla miasta i gminy Głogówek.
- Lesław Niziński (2002)
- Zygmunt Wojas (2002)
- Krystian Knicz (2002)
- Barbara Grzegorczyk (2006)
- Bolesław Osadkowski (2006)
- Józef Matysek (2006)
- Ursula Trinczek (2010)
- Albert Szyndzielorz (2010)
- Bronisław Kielański (2010)
- Waldemar Kurspiot (2010)
- Ryszard Kinder (2014)
- Krzysztof Hura (2014)
- Marian Duda (2019)
- Tadeusz Kłuskiewicz (2019)
- Henryk Larysz (2019)
- Andrzej Szała (2019)